# История Дании

Ютландия

Некогда база викингов, а впоследствии могущественная североевропейская держава, Дания развилась в современное государство, которое участвует в общей политической и экономической интеграции Европы. 
Член НАТО с 1949 года и ЕЭС (ныне ЕС) с 1973 года. В то же время страна не ратифицировала некоторые пункты Маастрихтского соглашения Европейского союза, включая Европейский валютный союз, Европейский оборонный союз и ряд вопросов, затрагивающих систему правосудия и внутренних дел.

## Хронология основных событий

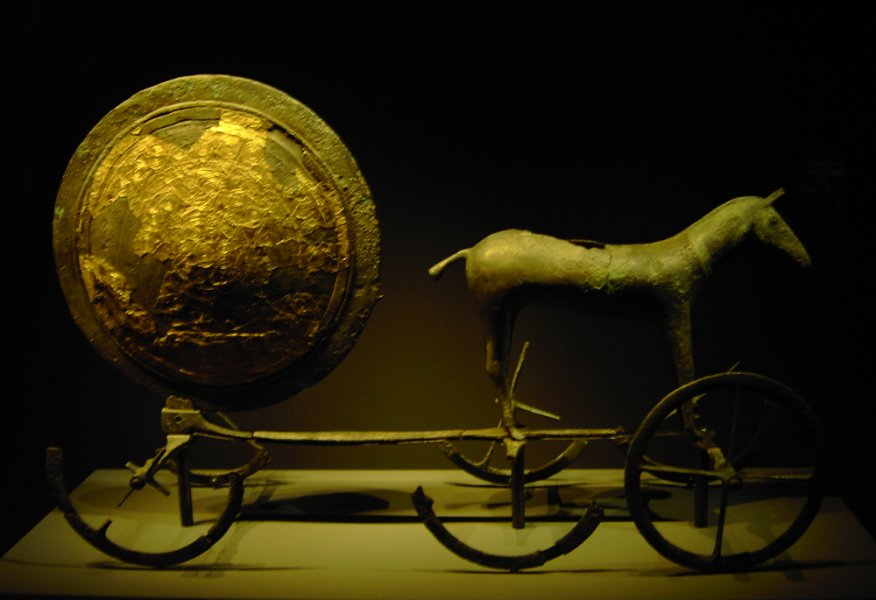
Солнечная повозка (Зеландия, XVII в. до н. э.)

- На острове Зеландия в Эйби-Клинте (Ejby Klint) обнаружены кремнёвые[1] орудия неандертальцев возрастом ок. 120 тыс. лет (эемское потепление)[2].
- 3000 до н. э. — 1500 до н. э. — эпоха неолита, развитие скотоводства и земледелия.
- 2800 до н. э. — 2300 до н. э. — эпоха энеолита, культура одиночных погребений.
- 1500 до н. э. — 400 до н. э. — период бронзы, разложение родового строя, расцвет торговли.
- 400 до н. э. — 400 — распространение оседлого земледелия, начало железного века.
- ок. 450 — переселение племён англов и племён ютов в Британию.
- ок. 500 — переселение данов в Ютландию, ассимиляция ими других племён.
- ок. 800 — разложение родового строя, переход к феодальным отношениям, начало полуторговых-полуразбойничьих экспедиций викингов, первые попытки политического объединения под предводительством рода Скьёльдунгов (конунг Гудфред в Южной Дании со столицей в Хэдебю).
- 826 — первая христианская миссия в Данию (франк Ансгар).
- ок. 850 — завоевание Северо-Восточной Англии.
- ок. 900 — участие в норманнском завоевании Северной Франции.
- 950 — умер первый король Дании Горм Старый, объединивший Центральную Ютландию.
- 950—985 — король Дании Харальд I Синезубый, включил в королевство всю Ютландию, острова Датского архипелага и Сконе (юг Скандинавии).
- 960 — крещение Харальда, официальная дата принятия христианства в Дании.
- 1018—1035 — король Кнуд Великий на короткое время объединил под своей короной Данию, Англию и Норвегию.
- 1086 — крупное восстание, убит король Кнуд IV Святой.
- 1086-1095 — король Олаф I по прозвищу Голод.
- 1157—1182 — король Вальдемар I Великий. Начало нового расцвета Дании и укрепления её военно-политического могущества. Начало нового этапа военной экспансии.
- 1180—1181 — антифеодальное восстание в Сконе.
- 1182—1202 — король Кнуд VI.
- 1202—1241 — король Вальдемар II.
- 1219 — завоевание Северной Эстонии.
- 1227 — поражение в битве при Борнхёведе, что привело к потере ранее завоёванных территорий на германском и славянском побережьях Балтийского моря (кроме острова Рюген)[3].
- 1259—1286 - король Эрик V Клиппинг
- 1282 — усилившаяся феодальная знать вынуждает короля Эрика V подписать хартию об ограничении своих полномочий. Начало гражданской войны между феодальной олигархией и немецкими наёмниками короля.
- 1320-е — поражение королевских войск в войне, ликвидация королевской власти.
- 1340—1375 — король Вальдемар IV Аттердаг, восстановление и укрепление монархии.
- 1346 — потеря Северной Эстонии.
- 1367—1370 — Датско-ганзейская война, поражение Дании.
- 1370 — Штральзундский мир. Ганза получила право вмешиваться в избрание датских королей.
- 1397—1523 — Кальмарская уния — личная уния Дании, Норвегии и Швеции под верховной властью датских королей;
- 1448—1481 — правление короля Кристиан I.
- 1460 — Кристиан I избран герцогом Шлезвига и графом Гольштейна, что означало вхождение этих территорий в состав Дании.
- 1523  — распад Кальмарской Унии. Дания сохраняет за собой Норвегию, Исландию и Гренландию.
- 1643—1645 — Датско-Шведская война. Итог: огромные территориальные уступки в пользу Швеции, последняя переставала платить Зундскую пошлину.
- 1699 — в Воронеже был подписан договор о союзе между Россией и Данией
- 1814 — Окончание Англо-датской войны (1807—1814). Подписание Кильских мирных договоров, по которым Дания уступала Швеции Норвегию, однако сохраняла за собой Исландию и Гренландию.

## Исторический очерк
Среди государств скандинавского Севера Дания заняла по ходу своего исторического развития особое место, резко отличающее её от Норвегии и Швеции. Ближе, чем эти страны, находилась она к континенту, теснее была её связь с населением южного побережья Балтийского моря. Доведённое до крайних размеров развитие могущества высших классов за счёт и в полный ущерб остального населения; сосредоточение, мало-помалу, этого могущества в руках одного лишь светского землевладельческого класса; создание затем абсолютной королевской власти, постепенно истощившей страну и доведшей её до роли второстепенной державы — таковы отличительные черты исторического развития Дании почти вплоть до 1848 года, когда Дания вступила, главным образом под давлением внешних условий, на путь конституционного развития.
Отсюда выделяются периоды, на которые распадается её история:
1. до 1319 года — период выработки могущественных землевладельческих классов — духовенства и дворянства;
2. 1320—1660 годы — период торжества сначала обоих землевладельческих классов, а затем одного дворянского;
3. 1660—1847 годы — период абсолютизма (enevaeldet),
4. 1848—1905 годы — период конституционный.

### Доисторическая эпоха
Современные географические очертания Ютландии и Скандинавского полуострова были сформированы относительно недавно. Во время последнего ледникового периода Дания была целиком покрыта ледником. Отступление ледника, начавшееся около 12 тысяч лет до н.э., привело к существенному изменению рельефа, которое продолжается и поныне. Около 8 тысяч лет до н.э. ледник ушёл с современной территории Дании на север, и Данию начали заселять люди. В это время современных Балтийского и Северного морей не существовало. Ютландия соединялась сушей как с югом Скандинавского полуострова (Сконе), так и с Великобританией: море существовало лишь в современном Ботническом заливе и севернее линии, соединяющей Скаген и мыс Фламборо-Хед.
Солнечная повозка эпохи бронзы, найденная в трундхольмском болоте на северо-западном берегу острова Зеландия, датируется 1400 годами до нашей эры.

### 1-й период (до 1319 года)
Как и Швеция и Норвегия, Дания обязана своим возникновением так называемым готским племенам, заселившим, по-видимому, в очень отдалённые времена Сканию, Зеландию, Фионию с соседними островами, а позже часть Ютландии и Шлезвига. Только часть Ютландии первоначально не была занята ими, так как здесь жило германское племя англов. Выселение последних в Англию открыло возможность готскому племени ютов заселить и эту часть страны, и река Эйдер стала уже весьма рано крайней южной границей скандинавского датского племени. За ней начинались уже чисто германские, главным образом саксонские поселения, превратившиеся позже в Дитмарскую марку, Голштинию и т. д. Здесь, южнее устья и течения Эйдера, как гласит предание, был устроен Даневирке — стена, которая должна была обезопасить Данию от вторжения соседних племён.
Населившее Данию племя, рано создавшее себе репутацию пиратов, викингов, и совершавшее, особенно в VIII и IX веках, ряд набегов как на соседние, так и на более отдалённые местности западноевропейского побережья, только мало-помалу становилось оседлым, земледельческим.
Насколько можно судить на основании преданий и саг, до X века датчане представляли группу почти независимых друг от друга племён, жизнь которых регулировалась началами родового быта. Вся Дания представляла ряд мелких «королевств» (Smaa kongar). Союз нескольких племён образовал округ (Sysjel), делившийся на сотни (Herred). Все члены рода были людьми свободными и носили название бондов (Bonder), лишь впоследствии перешедшее на одних крестьян. Они все владели земельными участками, пользовались племенной, общинной землёй, участвовали в собраниях (тингах), на которых производился суд, избирались вожди, решались вопросы о войне и мире и т. п. На их обязанности лежало браться за оружие по зову короля и содержать его в качестве гостя во время объездов его по королевству. Как свободные люди, они противополагались лишь рабам; тем, кто состоял при короле в качестве ярлов, то есть вождей, герцогов, правителей, или членов хирда, то есть дружинников, не присваивалось никаких исключительных прав.
Только королю уже весьма рано предоставлены были некоторые права, дававшие ему возможность расширять сферу влияния. Ему принадлежали пени за преступления; он распоряжался доходами с храмов; ему же отведены были в качестве доменов особые земли, управляемые особыми лицами (bryte, управитель) по его избранию. Неполноправное население, не входившее в состав того или другого рода, носило общее название трэллей; то были либо рабы, либо вольноотпущенные, составлявшие предмет собственности членов племени и приобретаемые или путём войны и плена, или путём купли, долговых обязательств, преступления (реже всего), добровольной сделки и т. п. Этот класс, сначала многочисленный, постепенно исчез к XIV веку.
К середине X века произошло слияние отдельных племенных групп в одно территориальное государство. Сказание приписывает это Горму Старому, успевшему подчинить своей власти мелких князей, хотя и чисто внешним образом. Законы, управление в каждой группе остались прежними; король избирался по-старому, на тинге, но обязан был для признания побывать на всех местных тингах.
В XI или XII веке образовалось общее собрание свободных людей (датский двор, Dannehof), собиравшееся то в Зеландии, в Изёре, то в Ютландии, в Виборге, где и происходило избрание короля (начиная с Свена Эстридсена), подтверждаемое затем во время его путешествия на местных собраниях, ландстингах.

#### Распространениехристианстваи укрепление позиций духовенства
Одной из главных причин этой перемены было распространение христианства после упорной и кровавой, более чем полуторавековой борьбы. Попытки распространить христианство в Дании начались ещё при Карле Великом, но проповедь апостола Скандинавии, Ансгария (IX век), не в силах была обеспечить торжество христианству. Только завоевание Англии сначала Свеном, а затем Кнудом Великим (1018—1035), дало христианству возможность укрепиться. Благодаря покровительству Кнуда английские проповедники явились в Данию и были первыми её епископами.
При Свене Эстридсене и особенно при Кнуде Святом (XI век) победа христианства была почти полной. Сначала датская церковь зависела от архиепископа бременского-гамбургского; но в 1104 году епископ Лунда был сделан архиепископом, а папский легат провозгласил самостоятельность датской церкви.
Союз между церковью и королями уже при Кнуде Святом привёл к тому, что духовенство обособилось в богатое и могущественнейшее сословие, которое располагало крупной земельной собственностью (в X веке — около ⅓ территории Дании) и было избавлено от общего суда во всех своих религиозных делах, а при Нильсе (начало XII века) — и во всех остальных. Ни одно духовное лицо не могло быть более призываемо к суду тинга. В XII веке многие категории дел были отнесены к ведомству духовного суда; пени, взыскивавшиеся по этим делам, обращались в доход духовенства. Попытка Кнуда Святого установить в пользу церкви десятину привела к восстанию и убийству короля, но всё-таки окончилась успехом.
К 1162 году архиепископам Эскилю и Абсалону удалось добиться у народного собрания утверждения особых законов для церкви (Kirkeret). Архиепископу и епископам было дозволено содержать войско, строить укреплённые замки, чеканить собственную монету. Духовенство стало опорой королей, заставляя их, в свою очередь, служить интересам церкви и подавлять встречаемое ею противодействие.
Постоянные войны с соседними народами, главным образом с вендами, завоевательная политика ряда датских королей, направленная на Норвегию, Померанию, Мекленбург и Англию, походы в Эстонию и т. п., наконец, внутренние междоусобия, в значительной степени усилившиеся при династии Естридсенов, постепенно создали ряд существенных изменений в племенном датском строе. Кнуд Великий, нуждавшийся в правильно организованной военной силе, преобразовал дружину в постоянное войско численностью от 3 до 6 тысяч чел. Ему дано было право самостоятельных собраний и самостоятельного суда, а также специальное законодательство, выделившее его из племени. Правда, поступать в это войско мог каждый свободный, но фактически доступ был возможен лишь для лиц, обладавших средствами или получивших эти средства от короля. Последний, благодаря выработавшемуся обычаю считать пустопорожние и общинные земли собственностью короны (особенно со времени Кнуда Святого), мог легко давать земли в награду за службу.
При Вальдемаре I и его преемниках (Кнуде VI, Вальдемаре II Победителе) раздача ленов приняла обширные размеры, чему много способствовал пример Германии. К концу XII и началу XIII века образовалась особая группа так называемых «королевских людей», вассалов или военных, Haermaend (отсюда и слово Herremand, сеньор). Все они были освобождены от натуральной повинности по сооружению крепостей, почт и дорог и от военного налога и получили вместе с другими привилегиями право покупать и занимать столько земли, «сколько они в силах», — право, положившее начало созданию крупной земельной собственности.
Остальное население, всё ещё в значительной массе считавшееся свободным, продолжало нести воинскую повинность; но характер повинности изменился. Сначала основанием для её отправления являлся надел общинной земли (bol), на который имел право каждый свободный. В конце XII и в начале XIII века bol’ем стали называть участок, который обсеменялся определённым, довольно значительным количеством зёрна. Вследствие этого, при всё большем и большем размельчании поземельной собственности свободных крестьян крестьянину приходилось платить на вооружение одного воина то ¼ то ⅓ и более налога, следовавшего с одного bol’я. Это обращало многих крестьян исключительно в податную силу, усиливая, с другой стороны, значение командующих лиц, которые уже в XII—XIII веках стали передавать своё звание детям. То были Styrismand’ы, капитаны кораблей, получавшие от короля определённое количество зерна в виде платы за управление округом и кораблём от этого округа. Зависимые от короля и всё ещё в большинстве не наследственные ленники далеко не могли соперничать с духовенством и нуждались в его поддержке.
Между тем духовенству всё чаще приходилось вступать в столкновения с королями, требовавшими от него средств на ведение войн. При Эрике IV, добившемся у папы разрешения взимать с церкви десятину на военные надобности, взаимное раздражение усилилось, а при Кристофере I перешло в настоящую войну архиепископа и церкви с королём. Назначение и утверждение на должности архиепископа, епископа и т. д. перешло всецело в руки папы, и высшие духовные сановники считали себя как бы совершенно независимыми от короля.
Архиепископ Яков Эрландсен первый подал пример восстания, созвав собор в Вейле (1256 год), на котором было постановлено, что если король арестует кого-либо из членов церкви, богослужение обязательно и немедленно должно быть прекращено во всей стране. Когда король, которому отказано было в короновании, арестовал архиепископа, он был отравлен (1259 год) одним священником. Чтобы примириться с церковью, преемнику Кристофера I, Эрику V, пришлось уплатить крупную сумму денег.
Борьба возобновилась при Эрике VІ и архиепископе Иоанне Гранде, принадлежавшем, как и Яков Эрландсен, к богатому датскому роду Skjalm-Hvide. В течение 70 лет шла эта борьба, закончившаяся полной победой духовенства в начале XIV века.
Ударами, нанесёнными духовенством королевской власти, воспользовалось и дворянство, нашедшее себе вождей в членах королевской семьи, претендовавших на управление отдельными областями, главным образом герцогством южной Ютландии, всё более и более отделявшимся от Дании (см. Шлезвиг). Ряд цареубийств ознаменовал собою начало борьбы дворянства с королями. Духовенство в союзе с Вальдемаром Шлезвигским и дворянство потребовали от короля, на сейме в Ниборге (1282 год), подтверждения сословных привилегий, и когда Эрик V не исполнил данных обещаний, 12 дворян, занимавших высшие должности в государстве, составили заговор и зверски убили короля (1286 год).
Затем, когда при Эрике VI пришлось прибегнуть для войны со Швецией и Германией к призыву новых военных сил, дворянство (1309 год) категорически отказалось продолжать службу королю, покинуло лагерь и, опираясь на крестьян северной Ютландии, начало открытую борьбу с королём. Хотя многие из дворян и поплатились головой за участие в бунте, но королевская власть выиграла очень мало. Поддерживаемое духовенством, дворянство вновь подняло знамя восстания. Масса коронных земель была в это время уже роздана в виде ленов, и королям пришлось прибегать к займам под залог земельных имуществ, главным образом у немецких дворян.
К концу царствования Эрика VI дело дошло до того, что король лишился почти всех своих доходов. Внутри страны королевской власти не на что было опереться. Многочисленный и могущественный класс свободных крестьян потерял прежнее своё значение. Разорение, являвшееся результатом войн и в особенности вторжений вендов, вынудило многих свободных крестьян превращаться в полузависимых арендаторов, исполовников, простых земледельцев или рабочих. Не было уничтожено лишь право крестьян-собственников участвовать в тингах и подавать голос по вопросам о налогах и о законах. В теории принцип, что «никакой налог не может быть установлен без согласия страны», а равно «никакое судебное решение не может быть произнесено, если оно противоречит закону, утверждённому королём и принятому народом, и никакой закон отменён, если не дано на то согласия нации» (ютландский закон), всё ещё сохранялся; но с Вальдемара Великого фактически многие из прав народа были отменены.
Вопросы о войне и мире были мало-помалу изъяты из ведения народных собраний и перешли всецело на рассмотрение ближайших советников короля, его вассалов и чиновников. Ограничено было и право выбора короля путём установления на практике обычая предлагать собранию в кандидаты на королевское место известное лицо и даже короновать его при жизни избранного короля. Жители Скании протестовали против этих ограничений и начали восстание, подавленное соединёнными силами дворянства, духовенства и короля.
Возникавшие в Дании города не в силах были оказать сколько-нибудь сильную поддержку королевской власти. Правда, как особое сословие они выступают уже при Абеле (1250 год).
Ещё раньше им дано право особого суда, а также право иметь свой выборный совет и выборного голову (borgomester); но эти права уже в XIII веке подверглись ограничениям. Короли употребляли все усилия, чтобы возвысить власть своих чиновников (foged, advocatus) на счёт городских властей, ограничивая компетенцию последних делами чисто административными; даже свободный выбор был постепенно заменён назначением и бургомистров, и членов городского совета. Города даже не пытались восстать на защиту своих вольностей. Незначительные по населению, они долго не могли сделаться сколько-нибудь значительной экономической силой (по крайней мере до XV века).
Несмотря на торговые привилегии, которыми они пользовались, их торговое значение было ничтожно. Ганзейские города, и в особенности Любек, одно время (с 1203 по 1226 годы) бывший датским городом, приобрели настолько обширные права и привилегии, что о конкуренции с ними нечего было и думать. Торгового флота в Дании не было; все продукты перевозились на ганзейских кораблях. Дания могла доставлять одно сырьё — хлеб и главным образом скот, всё остальное получая из Германии.

### 2-й период (1320—1660)
Результаты такого положения дел не замедлили проявиться в полной силе после смерти Эрика VI, при избрании королём одного из деятельных участников в борьбе дворянства и духовенства с королём. От нового короля, Кристофера II (1320 год), потребовали подписания и скрепления клятвою таких условий, который лишали короля почти всякой власти. Король обязался не начинать войны и не заключать мира без согласия дворянства и духовенства, не давать ленов немцам; в то же время было постановлено, что никакие законы не могут быть издаваемы или отменяемы иначе, как на ежегодных народных собраниях, да и то по предложению, исходящему исключительно от дворян или прелатов. Для всего населения создавались гарантии личности: никто не мог быть заключаем в тюрьму до разбора его дела сначала местным судом, а затем и королевским. Осуждённому последним предоставляется право апеллировать в сейм.
Когда Христофор II обнаружил стремление не исполнять условий капитуляции, дворянство, поддерживаемое голштинцами, восстало; король был разбит, бежал из Дании и был низложен. На новоизбранного короля Вальдемара (1326 год) наложены были ещё более тяжёлые условия: дворянство было освобождено от несения воинской повинности на свой счёт даже внутри государства и получило право свободно строить и укреплять замки, тогда как король должен был срыть свои замки; у короля отнято было право предлагать при жизни преемника; вожди дворянства получили в управление целые округа, с титулом герцогов, правом чеканки монеты и т. д.
Временное торжество Кристофера II, вернувшегося в 1329 году на трон, не создало для него прочного положения: его авторитет был доведён до минимума, и ему пришлось спасаться бегством от враждебных ему дворян. Смерть его в 1332 году окончательно развязала руки дворянству, в течение 8 следующих лет отказывавшемуся избирать нового короля и самостоятельно управлявшему государством (междуцарствие 1332—1340).
Превращение дворянства в замкнутое, наследственное сословие, начавшееся уже и раньше, в половине XIV века становится вполне совершившимся фактом. В связи с этим дворянство приобретает и наследственные права на все заселённые земли, данные ему прежде в пожизненное владение в качестве ленов. В его руках сосредоточивается почти четверть всех земель государства, без уплаты налогов в пользу государства. Единственной обязанностью дворян является участие в управлении, приобретающее характер полноправного распоряжения государственными делами. Созыв на сейм всех свободных, как крестьян, так и горожан, ещё продолжается; но высшие сословия играют первенствующую роль, да и самые собрания сейма, прежде обязательно ежегодные, с конца XIV века становятся всё более и более редкими и случайными. Место сейма занимает собрание только двух высших сословий (herredage). Прежний королевский совет (kongeligt Raad), состоявший из лиц, приглашённых королём и обладавших исключительно совещательным голосом, стал постепенно превращаться в независимый, государственный, а не королевский совет (ригсрод, Riges Raad или det danske Riges Raad), несколько позже, по капитуляции Христиана I, получивший окончательно право высшего контроля над всеми делами и над королём. В состав совета входили 20 представителей высшей знати и высшего духовенства.
Междуцарствие повело за собою не только расчленение Дании и переход многих областей в чужие — шведские и немецкие — руки, но и сильнейшую анархию, уже к 1340 году вызвавшую национальную реакцию в стране и даже среди самого дворянства, главным образом в Ютландии (в лице Нильса Эббесена). Результатом явилось избрание королём сына Кристофера II, Вальдемара, прозванного Аттердагом, которому пришлось заново собирать земли датские в одно целое. Его блестящие успехи не только вооружили против него всех его соседей и в особенности ганзейские города, но возбудили опасения и внутри, среди дворянства. Ряд восстаний дворянства Ютландии в союзе с отягощаемым налогами крестьянством, недоверие к королю со стороны совета, заправлявшего делами во время почти постоянного его отсутствия, ставили не раз Вальдемара в затруднительное положение и не дали ему возможности осуществить вполне объединение и расширение Дании.
Мир в Штральзунде (1370 год), заключённый советом с Ганзой, ещё более усилил её торговое господство над Данией. Избрание королём малолетнего Олафа (1376 год), затем регентшею — Маргариты (1387 год) и, наконец, королём её племянника, Эрика Померанского (1388), дало возможность повести далее дело усиления внешнего могущества Дании, начатое Вальдемаром, и постепенно исправить зло, нанесённое Дании Штральзундским миром.
Соединение Дании с Норвегией в 1380 году было первым шагом в этом направлении. Энергичная поддержка, оказанная Маргарите со стороны духовенства Дании, Швеции и Норвегии и отчасти и дворянства этих стран и особенно Норвегии, повело в 1397 году, после войны Маргариты с шведским королём Альбрехтом и ряда совещаний со шведской знатью, ко второму и ещё более крупному шагу — к Кальмарской унии и к избранию Эрика Померанского королём трёх скандинавских государств. Король не получал неограниченных прав: в каждом из королевств он мог управлять не иначе, как в согласии с местными советниками.
Если ожидаемые от унии результаты и не получились, несмотря на возобновление её в 1436 году благодаря главным образом реакции против неё, возбуждённой свободными крестьянами и отчасти дворянством в Швеции, зато подчинение Норвегии датским интересам было на много столетий упрочено. Всего более выиграло от унии датское дворянство: об этом свидетельствуют низложение Эрика Померанского датским советом, уступка герцогу шлезвигскому острова Эре и города Гадерслебена в награду за отказ поддерживать североютландских крестьян, начавших восстание против дворянства и духовенства; наконец, выбор в короли тем же советом, а не народным собранием, Христофора Баварского.
Подавив восстание крестьян в Северной Ютландии (1441—1443), дворянство окончательно подорвало значение крестьянства, лишив его права носить оружие. Под влиянием зарождавшегося среди дворянства стремления к обогащению путём торговли оно же в лице совета и в согласии с королём отняло у Ганзы право исключительной торговли, предоставив её и другим нациям, отказалось утвердить привилегии Ганзы и вновь восстановило зундскую пошлину, отменённую Стральзундским миром.
Капитуляции, заключённые датскими высшими сословиями сначала с Христианом I (Ольденбургским), а затем с Гансом (Иоанном), окончательно упрочили господство обоих высших сословий в Дании, предоставив им самые широкие права, a ригсроду — первенствующую роль в государстве. Только этот последний, действуя «от имени народа», избрал в короли Христиана I, обставив выбор такими условиями, которые были выгодны исключительно для высших классов.
Датская монархия была торжественно объявлена избирательной, король был ограничен в своей власти и советом, и народным собранием. Без согласия совета он не имел права ни раздавать ленов, ни назначать в члены совета, ни взимать налоги, ни объявлять войны или заключать мира, ни вообще решать какие-либо дела, касающиеся государства, ни даже управлять своими доменами.
Капитуляция, подписанная Гансом (1483 год), дала духовенству право вольного выбора епископов. Она установила, что членами совета могут быть исключительно одни благородные, датчане родом и что если какой-либо член совета отделится от сотоварищей и начнёт заискивать благорасположение у короля — он немедленно должен быть с позором изгнан из совета. Ригсрод должен был разбирать и все дела самого короля; на случай, если бы король осмелился не выполнить этого, каждому датчанину предоставлялось право всеми зависящими средствами принуждать к тому короля.
При Христиане I издан был устав о торговле, имевший в виду поднять торговлю датчан, а при Гансе Дания начала открытую войну с ганзейскими городами, окончившуюся полной победой датчан. Договором Ганса с Генрихом VII Английским англичане уравнены были в правах с ганзейцами.
Полною неудачей для Дании окончилась война, затеянная при Гансе против демократической Дитмарской марки, одного из немногих в Германии оплотов крестьянской свободы. Дворянство рассчитывало покончить с дитмарскими «мужиками» с такой же лёгкостью, как справилось с ютландскими, но было разбито наголову при Геммингштедте (1500).
Ещё более решительный шаг к преобладанию сделан был высшим сословием при Кристиане II, вынужденном подписать капитуляцию, по которой членам совета одним предоставлялось право получать лучшие лены королевства. Все судебные функции должны были отныне находиться в руках одних дворян. Королевским чиновникам дано было право назначения на все крестьянские судебные места, и за присяжными осталась лишь тень прежнего значения. Дворянам предоставлено даже право смертной казни. Право возводить простых людей в дворянское звание ограничено согласием совета. Наследование крестьян в свободной земле было ограничено постановлением, что впредь такая земля обязательно переходит к дворянам, обязанным уплатить наследникам стоимость её.
До XV—XVI веков о ведении самостоятельного хозяйства на дворянских землях не было и речи; лишнюю землю сдавали обыкновенно арендаторам из числа крестьян. Доход дворянина состоял из судебных пеней в штрафов и тех неизменных платежей, которыми обязаны были жившие на территории дворянина свободные крестьяне.
К концу XV века, а особенно в XVI веке, отношение Herremand’ов к земле и сельским продуктам резко изменяется. Начинается усиленная работа по части округления владений и образования обширных имений, с самостоятельным хозяйством. Приобретённое политическое влияние, широкие судебные права ускоряют этот процесс превращения дворян в помещиков, в главную экономическую силу в стране, сельские продукты которой были всегда главными источниками её богатства. До XV—XVI веков торговля хлебом и скотом находилась в руках горожан и самих крестьян. К концу XV века дворяне начинают конкурировать с горожанами по части хлебной вывозной торговли; они получают право беспошлинного ввоза хлеба в города и такого же вывоза всякого рода товаров вопреки городским привилегиям, а затем сами скупают хлеб и продают Ганзе и другим иноземцам. Некоторые заводят собственные корабли и пытаются вывозить хлеб прямо за границу. В XVI веке у них устанавливаются непосредственные отношения с Голландией, главным рынком по торговле хлебом. Продажу скота дворяне также стремятся сделать своей монополией. Усиленно происходящий обмен разбросанных имений на соседние коронные земли, затем усиленно производимый снос крестьянских дворов расширяют поместья, в которых ведётся крупное хозяйство. Результатом является сильное уменьшение свободных крестьян и их земель, с 15 % в XV веке до 8 % в начале XVII века. Параллельно с этим идёт с XV века последовательное закрепощение крестьянства, обложение его неограниченной барщиной.
В начале XVI века была сделана попытка остановить дальнейшее политическое и экономическое усиление дворянства. Уже в первые годы царствования Христиана II деспотические замашки его обнаружились с полною ясностью в отношениях как к духовенству, важнейших сановников которого он сажал в тюрьму и смещал по произволу, так и к дворянству, права и привилегии которого он игнорировал. Он видимо стремился поднять и расширить датскую торговлю и подорвать не только значение Ганзы, но и роль высших классов в этой торговле. Дворянству и духовенству он воспретил скупать продукты в деревнях в большем количестве, чем сколько то необходимо для их потребления, и предоставил право исключительной покупки для торговых целей как хлеба, так и скота одним горожанам, которым сверх того также одним дозволил и вывоз их за границу. Из Копенгагена он желал сделать главный пункт датской торговли, и все вопросы, касающиеся торговли, передал ведению совета из бургомистров и городских советников (по 1 от каждого города), который должен был собираться ежегодно.
В 1521 году он объявил себя защитником «бедных крестьян» и ограничил крепостное право, постановив вновь право перехода, исчезнувшее в Зеландии, Лааланде и Мэне ещё в XV веке. Он стал открыто покровительствовать распространению в Дании учения Лютера, вызвав из Виттенберга проповедника Мартина Рейнгарда, действовавшего заодно с первым датским протестантом, проф. Павлом Елиезеном.
Как король всех трёх скандинавских королевств, Христиан II рассчитывал создать абсолютную власть, подавив сперва политическую свободу в Швеции, где одно время (1520 год) ему удалось укрепиться и истребить значительное число ненавистного ему дворянства (Стокгольмская резня). Но полная неудача в Швеции, восстание Густава Вазы, а затем союз Любека и Швеции, к которому присоединились и высшие датские сословия, подорвал в корне начатое дело. На сейм, созванный в Каллундборге, дворянство и духовенство отказались явиться; они собрались самовольно в Виборге (1523) и здесь торжественно провозгласили низложение Христиана II.
Несмотря на полное сочувствие и энергичную поддержку, которую оказывали ему горожане и крестьянство, Христиан II бежал из Дании, предоставив её вновь власти высших сословий. Новоизбранный король, Фридрих I, утвердил и даже расширил права и привилегии дворянства и духовенства и отменил всё сделанное Христианом II.
В 1524 году дворянам удалось заставить восставшие города Копенгаген и Мальмё сдаться на капитуляцию. Попытка Христиана II вернуть датский трон не удалась; он был взят в плен и посажен в крепость; но в народной массе началось опасное для дворян брожение. Бургомистры Копенгагена в Мальмё подняли знамя восстания во имя Христиана II, вызвали движение в среде крестьянства и, опираясь на помощь главы демократического движения в Любеке, Вулленвебера, и на военные силы графа Христофора Ольденбургского, начали открытую войну с дворянством (графская война). Часть дворянства вынуждена была вновь признать Христиана II королём; но энергия ютландского дворянства и духовенства повернула ход дела в пользу высших классов.
Могущество дворянства достигло апогея; новым орудием для этого явилась реформация. На сеймах в Одензе (1526 год), затем в Копенгагене (1530 год) была провозглашена свобода совести; к концу царствования Фридриха I реформа охватила почти всю Данию.
На собрании в Рю избран был королём герцог Христиан, которому удалось примириться с Любеком и затем нанести крестьянам ряд решительных поражений (1535 год). Копенгаген вынужден был сдаться на капитуляцию (1536 год).
Новый король, Кристиан III, нанёс католической церкви окончательный удар, хотя всеми выгодами её падения воспользовался не он, а одно дворянство. На тайном собрании короля и светских членов Rigsdaag’a (1536 год) было решено внезапно арестовать всех епископов. Копенгагенский сейм того же года узаконил это насилие, ввёл лютеранское учение как религию государства, декретировал отмену епископата и замену его суперинтендентами и, самое главное, провозгласил секуляризацию церковных имуществ. Лишь небольшая их часть была сохранена для благотворительных целей, Копенгагенского университета, школ и т. п.; все остальные перешли в руки дворянства как путём пожалований и обмена, так и в силу данного дворянству права требовать возврата всех тех земель, которые когда-либо подарены были дворянами церкви.
Дворянство не только освобождено было от десятины, не только получило право собирать её со своих крестьян, но захватило её в свою пользу, с обязательством поддерживать храмы. С 25 % дворянская поземельная собственность дошла до 40 %. Лишённое поддержки в дворянстве, протестантское духовенство начало всё больше и больше склоняться в пользу союза с подавленными классами, буржуазии и крестьянами, отличаясь вместе с тем величайшей нетерпимостью и враждой к свободе мысли. Капитуляции, заключённые с Христианом III, Фридрихом II, Христианом IV и Фридрихом III, были последовательными стадиями усиления дворянства как в политической, так и в экономической сфере. Доведено было до минимума влияние короля и на Rigsdaag, так как назначать нового члена на место выбывшего он мог только из кандидатов, избранных самим Rigsdaag’ом. Назначения на высшие должности обставлены были теми же условиями. У короля отнята была возможность вооружать флот или армию без получения заранее согласия на то Rigsdaag’a. Доходы, получаемые с казённых земель, пали в XVII веке с 36 тысяч до 10 тысяч риксдалеров.
В первое время торжество дворянства и полное ограничение королевской власти отразилось самым, по-видимому, выгодным образом на роль Дании в международных отношениях. Её силы возросли благодаря полному подчинению Норвегии, которую Rigsdaag вопреки Кальмарской унии обратил из равноправного члена союза в подвластную провинцию.
Целый ряд талантливых деятелей в военной и политической сфере был выдвинут датским дворянством, и все внешние столкновения оканчивались победами Дании. Демократическая Датмарская марка при Фридрихе II вынуждена была подчиниться воле датчан.
Семилетняя война со Швецией из-за вопроса о Ливонии и господстве на Балтийском море окончилась победой Дании; по Штеттинскому миру (1570 год) Швеция отказалась от спорных областей в пользу Дании.
Вторая война со Швецией при Христиане IV, или так называемая Кальмарская война, так же как и предыдущая, возникла из-за вопроса о Балтийском море, где датский флот стал играть первенствующую роль, и так же, как и первая, закончилась выгодным для Дании миром в Кнереде (1613), несмотря на то, что Голландия, раздражённая возвышением зундской пошлины, приняла сторону Швеции. В силу этого мира шведы обязались признать исключительное право Дании на Зунд и на взыскание пошлины с проходящих кораблей, свободу торговли Дании с Ливонией и Курляндией.
Прежняя зависимость Дании от Ганзы была совершенно уничтожена. При Фридрихе II на Зунде построена была крепость Кронборг (1574—1583), и затем последовательно увеличиваема была пошлина, являвшаяся «золотым дном» для Дании. Главным образом эта мера была направлена против Любека, вступившего в союз со Швецией в 7-летнюю войну. Силы Дании были так теперь велики, что Любек принуждён был ограничиться протестами и вернуть раньше срока остров Борнхольм, находившийся у него в залоге.
Попытка Гамбурга сыграть по отношению к Дании ту же роль, какую некогда играл Любек, окончилась полной неудачей. Расширение флота; экспедиции в отдалённые страны с торговыми целями; приобретение колоний в восточной Индии (Транкебар на Коромандельском берегу); образование торговых компаний — исландской (1602 год), в руки которой перешла торговля, которую вела Дания через посредство Ганзы, восточно-индийской (1616 год) и т. п.; покровительство фабричной деятельности, приведшее к отмене (временно) цехов при Христиане IV (1622 год) и провозглашению свободы занятия ремёслами, — всё это в совокупности содействовало обогащению страны, поднятию денежных средств и дворянства и среднего класса, начинавшего уже при Христиане IV сознавать свою силу.
Это постепенное обогащение городской буржуазии в связи с переходом духовенства на сторону низших классов и с всё более и более тяжёлым положением, в какое всевластное дворянство ставило остававшихся ещё свободными крестьян, породили к концу XVI века и особенно в начале XVII века новое течение политической мысли. Отсюда протесты обоих Дюбвадов против всевластия дворян; отсюда открыто выражаемое и буржуазий, и крестьянами недовольство на то, что дворяне титулуют их «Ufrie» (то есть несвободные, подчинённые, крепостные).
В 1639 году города Ютландии потребовали реформ, главным образом направленных против дворянства и в пользу крестьян. Под влиянием этого настроения общественного мнения король Христиан IV задумал было освободить крестьян от барщины, заменить её денежными платежами или просто выкупить. Но попытка его потерпела неудачу, как и предложение его образовать постоянную армию. Дворянство добилось специального закона, воспрещавшего всем сословиям (кроме дворянского) обращаться с петициями к королю без предварительного рассмотрения и одобрения этих петиций местными властями, то есть теми же дворянами. При таких обстоятельствах только внешние причины могли придать силу оппозиции.
Вмешательство Христиана IV в Тридцатилетию войну, поведшее за собою ряд поражений и страшное разорение страны войсками Тилли и Валленштейна, в течение 2-х лет владевшими ею по миру в Любеке (1629 год), было первым шагом в этом отношении. И страна, и финансы были истощены — а исправить тяжёлое положение, жертвуя для этого привилегиями, дворянство отказывалось.
Усиление Швеции, стремившейся в XVII веке играть роль первенствующей державы на Балтийском море, представляло крупную опасность, тем большую, что и Англия, и Голландия, страдавшие от повышения зундской пошлины, были раздражены против Дании.
Почти непосредственно следовавшие одна за другой войны со Швецией, поддерживаемой Голландией, обнаружили во всей яркости бессилие Дании. По миру в Бремсебро (1645 год) Дания вынуждена была освободить Швецию от платежа зундской пошлины, что понизило доходы с 300 тысяч до 80 тысяч ригсдалеров.
После новой войны, окончившейся миром в Роскилле (1658 год), Дания потеряла свои владения на юге и юго-западе Скандинавии — Сконе, Блекинге, Халланд, норвежские области Бохуслен и Тронхейм, остров Борнхольм.
Само существование датского государства вновь оказывается под угрозой, когда шведский король Карл X Густав осадил Копенгаген зимой 1658-59 года. Лишь отчаянное сопротивление горожан и армии под руководством короля Фредерика III спасает страну от гибели. 27 мая (6 июня) 1660 года заключён Копенгагенский мир, в котором Швеция гарантировала Дании суверенитет, а также возвращала Дании Тронхейм и Борнхольм.
Дания потеряла значительную часть территории, право исключительного владения Зундом и вышла из войны страшно разорённой. Сложилась новая политическая ситуация, когда старое дворянство, фактически правившее государством, потеряло всякий авторитет, бросив Копенгаген на произвол судьбы во время осады и бежав в свои поместья. Фредерик III, командовавший обороной города, стал национальным героем. Столичное бюргерство, защитившее столицу, требовало своего участия в управлении государством, реформ в политическом строе королевства, отстранения аристократии от кормила власти, доступа к нему представителей податных сословий, установления наследственной монархии, упразднения налогового иммунитета дворянства. В этом бюргеров поддерживало духовенство. Во главе бюргеров стоял столичный бургомистр Ханс Нансен (1598—1667). Духовенством руководил копенгагенский епископ Ханс Сване (1606—1668), происходивший из средних слоёв, профессор Копенгагенского университета, сам принимавший активное участие в обороне Копенгагена.
В сентябре 1660 в столице открылось последнее в истории Дании собрание сословий, на которое съехались представители дворянства, духовенства и бюргерства. Неохотно согласившись на новый налог, дворяне отчаянно сопротивлялись изменению государственного строя. Когда Государственный совет (Ригсрод) отклонил предложение сословий о введении наследственного правления, то король и коалиция бюргерства и духовенства решили применить силу. Наёмная королевская армия и бюргерская милиция заперли городские ворота, не дав дворянам уехать из города. Подчинившись такому сильному нажиму, Ригсрод, 13 октября 1648 года, принимает отмену королевской присяги дворянству при вступлении на трон (Håndfæstning). Власть монарха была провозглашена наследственной, в том числе и по женской линии. Избирательное право по отношению к королю было отменено, отменены и капитуляции: монархия была провозглашена наследственной, а права и привилегии дворянства отменены. По плану буржуазии Дания должна была превратиться в наследственную сословно-конституционную монархию. И сейм из представителей трёх сословий, и Риксдаг должны были быть сохранены с присоединением лишь к последнему по 4 депутата от буржуазии и по 2 от духовенства из каждой области государства. Сверх того предполагалось уничтожить крепостное право. Уверенность, что так и будет, была до того велика, что Копенгаген был наводнён крестьянами (их не призвали на сейм вопреки старинным обычаям), подавшими специальную петицию королю с требованием реформ. Никакого акта об этих реформах и гарантиях не было, однако, составлено, и Дания обратилась в абсолютную, неограниченную монархию.

### 3-й период (1660—1847)

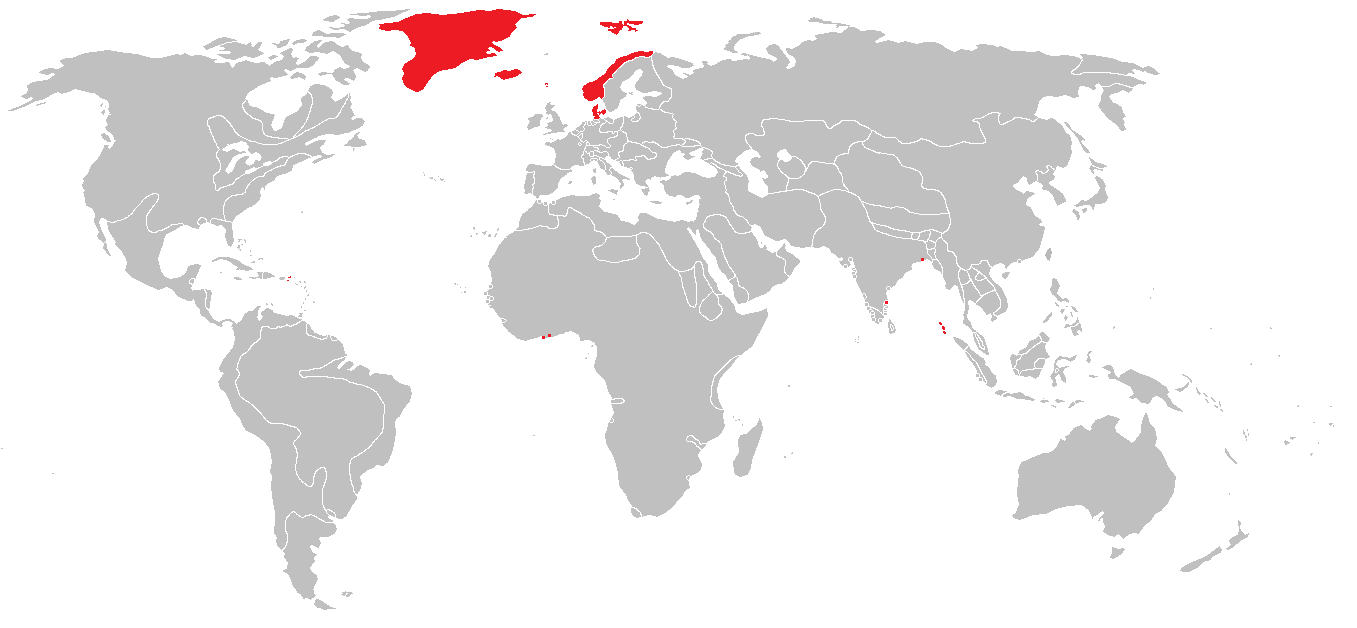
Датско-Норвежское королевство на карте

Переворот 1660 года не оправдал надежд, которые возлагались на него. Социальный порядок вещей, существовавший в Дании до 1660 года, существенно изменён не был. Дворянство было сохранено как сословие; его судебные права в поместьях оставлены без изменений, равно как и целый ряд выгодных для него в экономическом отношении привилегий. Ограничена была только его свобода от платежа пошлин и акцизов, отменено его исключительное право на покупку земель и на занятие высших государственных должностей. Бюргеры получили привилегию наравне с дворянами быть призываемыми в советы и управление, право покупать и брать в залог дворянские земли, ездить в каретах, даже судить в качестве членов верховного суда дворян; освобождены были от титула ufri; приобрели право непосредственной подачи петиций королю, исключительную привилегию заниматься ремёслами и т. п.
Копенгагенские бюргеры в вознаграждение за геройскую защиту города получили ряд особых прав, впрочем, отнятых у них ещё до конца XVII века. Ничего не было сделано только для одних крестьян, положение которых даже ухудшилось благодаря ряду мер, принятых абсолютной властью в фискальных и военных видах.
Управление, сосредоточенное прежде в Rigsdaag’е, было расчленено между 6 независимыми друг от друга коллегиями, члены которых назначались королём, пользовались лишь совещательным голосом и состояли в первое время наполовину из дворян, наполовину из бюргеров. Из председателей коллегий образован был тайный совет, а для дел особенной важности все члены коллегии собирались в общее заседание королевской коллегии. Решение этого последнего предполагалось сначала передавать для обсуждения всем сословиям королевства, то есть чему-то в роде сейма, но такое предположение никогда не было приведено в исполнение. Издан был под названием королевского закона (Kongelov) сборник законов, позже заменённый новым (Christian den Vdanske Lov).
При Христиане V, первом из датских королей, вступившем на престол помимо избрания и без подписания капитуляции, бюрократическая организация государства и общественный строй получили окончательную отделку, настолько прочную, что она удержалась в основном до 1848 года. Стремясь создать из Дании Францию Людовика XIV, а из Копенгагена — Версаль, король приблизил к себе блестящее украшение трона, дворянство, но дворянство новое, состоявшее из вновь пожалованных графов, баронов и т. п. Между ними было много лиц немецкого происхождения. Дворяне сделаны были ответственными за правильный взнос податей и за правильное отбывание крестьянами рекрутской повинности. Сообразно с этим возросла их дисциплинарно-полицейская власть, доведённая до права не только судить и сечь крестьян или иным образом наказывать их, но и ссылать на работы в крепости и т. д.
Закон о рангах 1671 года образовал ещё новый привилегированный класс — чиновников, возводимых за выслугу в дворянское звание. Члены старого дворянства систематически устранялись от высших государственных должностей.
Результаты такой системы управления не замедлили обнаружиться уже при Христиане V в виде разорения и доведения до нищенства крестьян, на которых обрушивалась вся тяжесть рекрутчины и налогов. О возвращении Дании той роли, которую она играла в XVI веке в международной политике, не могло быть и речи. Попытка вернуть области, перешедшие к Швеции, окончилась полной неудачей. Лундский мир (1679 год) ещё раз утвердил право владения ими за Швецией.
Небольший успех имел Фридрих IV, принявший участие в Северной войне против Карла XII: только благодаря победам союзников и разорению Швеции ему удалось (по миру 1720 года) добиться крупной контрибуции и отказа Швеции от прав на Зунд.
Некоторым вознаграждением за потерю территории было лишь присоединение Шлезвига, вечное владение которым гарантировали тогда Дании Франция и Англия. Немецкое влияние с тех пор ещё усилилось, так как Шлезвиг, несмотря на преобладавшее в нём датское население, находился в руках немецких выходцев и немецкий язык стал здесь языком управления, суда и школы. С Христиана V он стал языком двора.
До 1784 года внутренняя история Дании представляла собою постоянную смену попыток реформ реакциями. При Фридрихе IV было отменено крепостное право (1702), и помещикам запрещено было произвольно сгонять крестьян с дворов и земель. Но уже в 1731 году, при Христиане VI, закон 1702 года был истолкован в смысле отрицания за крестьянами, подлежащими воинской повинности, права перехода, под угрозой наказания, как за дезертирство. В то же время помещикам предоставлялось право сдавать негодных и неспособных рабочих в солдаты. Испуганные крестьяне толпами бросились бежать за границу, но их арестовывали и подвергали тяжёлой каре.
В 1733 году действие закона 1702 года было отменено; всех крестьян от 14 до 36 лет приказано занести в списки, и строжайше воспрещён им всем переход. Дворянам было дозволено в видах улучшения и расширения хозяйств сносить крестьянские дворы. Дух нетерпимости в то же царствование был возведён в систему.
В 1735 году всем подданным предписано было по воскресеньям обязательно присутствовать при богослужении и запрещены работы по праздникам. Увеселения, игры, песни и пляски в деревнях были строжайше воспрещены. Для наблюдения за исполнением этих правил учреждена была коллегия генеральной церковной инспекции с чисто инквизиционными правами. Ей была предоставлена высшая цензура над книгами, даже дозволенными епископами и университетом. Король стал доступным только для высшей знати.
При Фридрихе V срок прикрепления крестьян к оседлости продолжен до 40-летнего возраста, часть государственных имуществ продана спекулянтам, разделены общинные земли, уничтожено общинное владение. Чтобы сколько-нибудь пополнить дефицит, один из министров Фридриха V прибег к такому отчаянному средству, как поголовное обложение всех и каждого, без различия пола, возраста и состояния, 8 шиллингов в месяц. Правда, заботы о развитии торговли и фабрик были почти непрерывны; но в их основе лежали чисто меркантильные принципы: сказывалось усиленное покровительство торговым компаниям, раздавались монополии в ущерб массе населения.

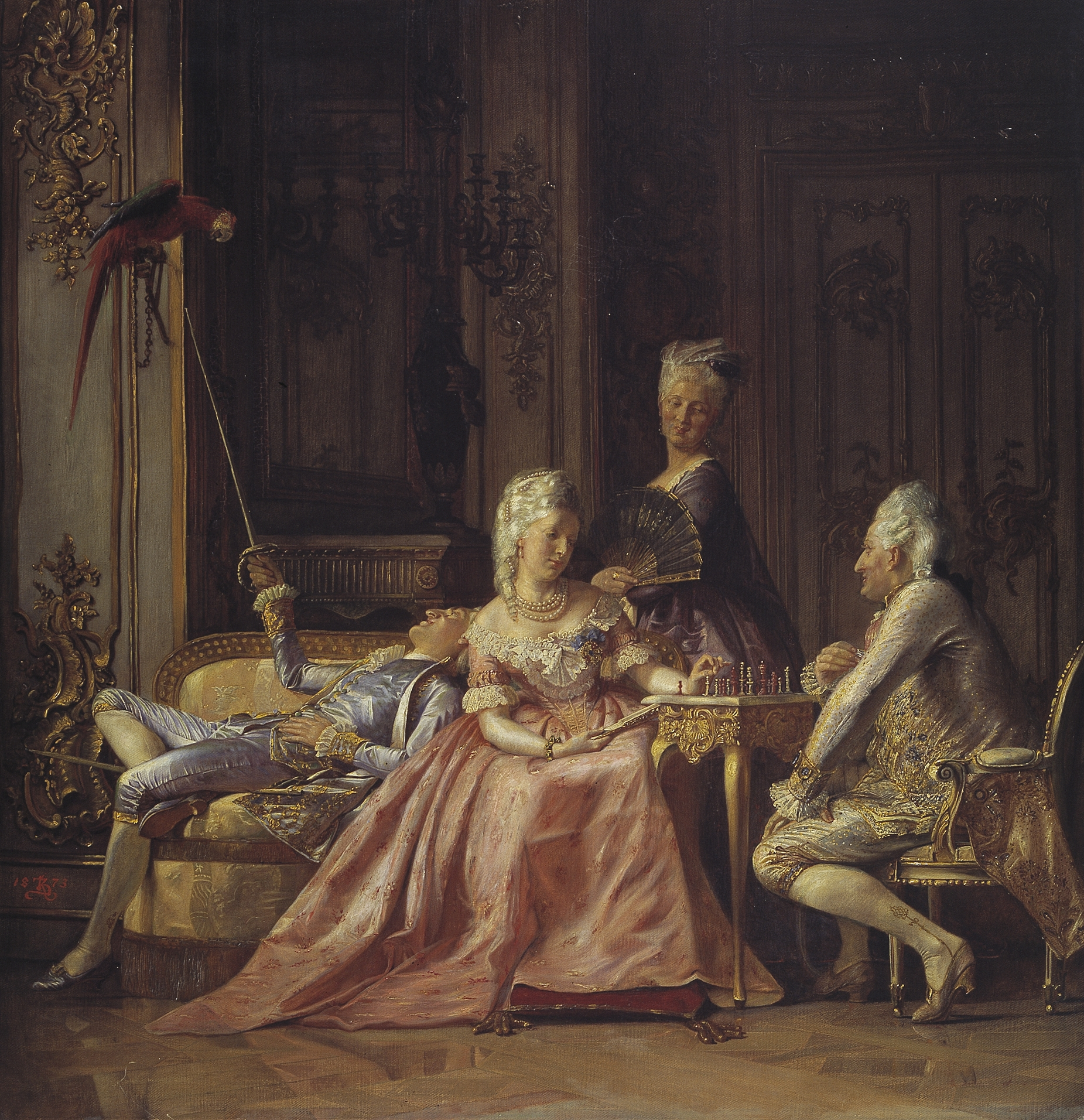
Кристиан Цартман. «Сцена при дворе Кристиана VII» (1873)

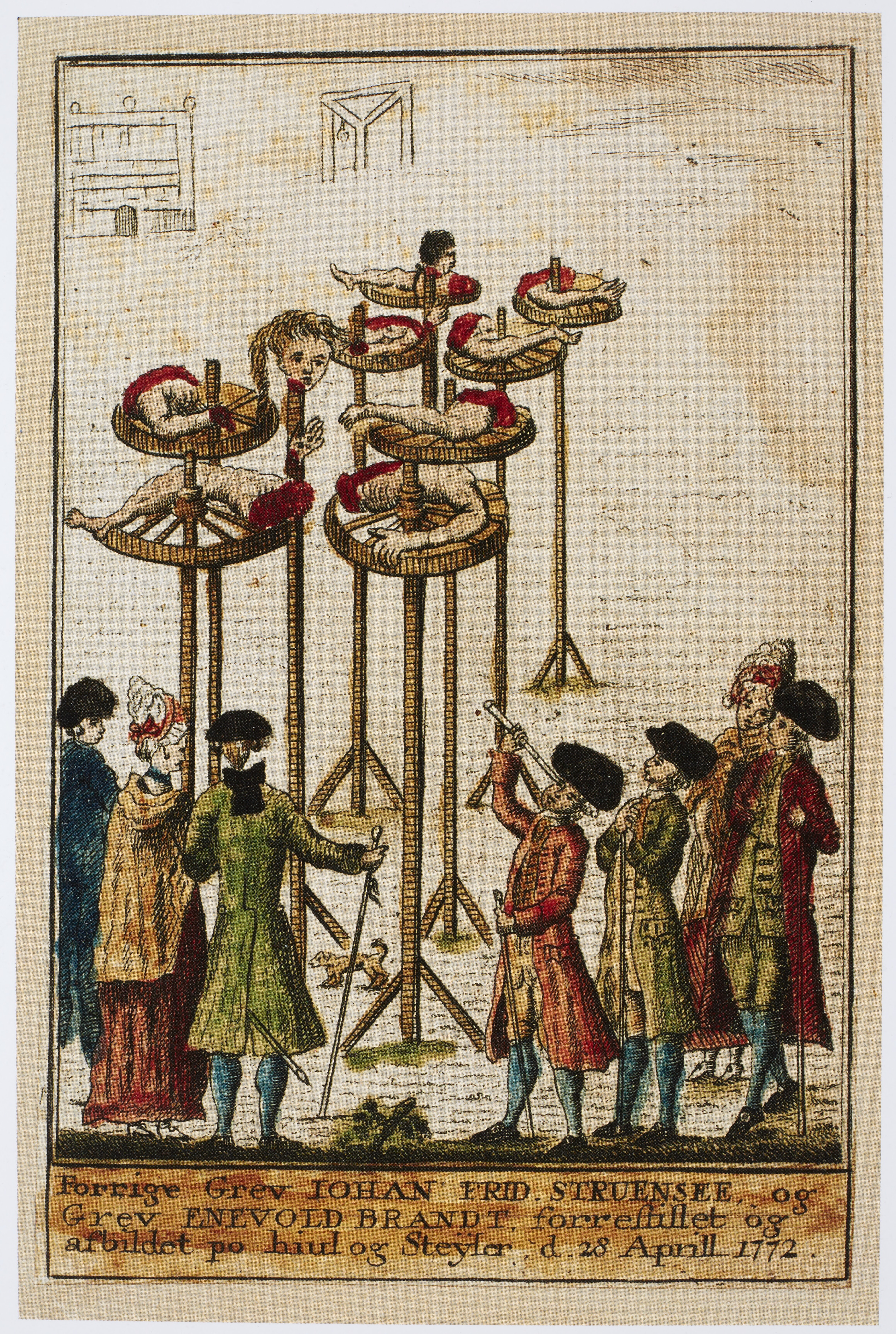
Выставленные напоказ части тел казнённых Струензе и его друга Эневольда Брандта, апрель 1772 года

Реакция была приостановлена, но на короткое время в начале 70-х годов, при психически больном короле Кристиане VII, когда министром был назначен его врач-немец и один из «реформаторов» XVIII века, Иоганн Фридрих Струэнзе, сразу определивший свою программу провозглашением полной свободы печати и уничтожением цензуры. Тайный частный совет короля был упразднён, упрощено делопроизводство, отменено различие между сословиями при определении на ту или иную должность, упрощено судопроизводство, суду дана большая независимость, отменена пытка, некоторые доходы (как зундская пошлина) перечислены из королевских в государственные, сокращены расходы и вообще, и на королевский двор, установлена определённая барщина в соответствии с количеством земли.
Предполагалось ещё заменить натуральные повинности денежными, прекратить поддержку, оказываемую государством фабрикам и заводам, и т. д. Но Струензе не пришлось выполнить до конца свои намерения; придворная интрига, во главе которой стояли вдовствующая королева Юлиана Мария и Ове Хёэх-Гулльберг, погубила Струензе. Он был арестован в 1772 году, предан суду смешанной комиссии, обвинён в любовной связи с королевой и в стремлении разрушить нравы и религию и казнён.
Восстановлен был весь прежний порядок, включая и пытку. Признано было, что всестороннее образование должно быть дано только тем, кто обязан служить государству, то есть главным образом дворянам; для купцов и ремесленников — достаточно читать, писать и немного считать, а для крестьян — всякое знание вредно. Значительно подвинулась вперёд только торговля благодаря Бернсторфу, восстанию американских колоний и акту о вооружённом нейтралитете.
Финансы были приведены в плачевное состояние: долг с 16 млн возрос до 29 млн., а долг в билетах — с 5 до 16 млн. Лишь в одном отношении Гульдберг отступал от старых традиций: он преследовал в отношении языка чисто национальную политику, оказывая поддержку всему датскому.
Как ни была могущественна реакция, господствовавшая в Дании, она не в силах была подавить общественное мнение. Традиции сейма 1660 года не вовсе угасли: проникали в Данию и новые воззрения, вырабатывавшиеся в других странах. Молодому кронпринцу Фридриху (будущему королю Фридриху VI) в качестве регента государства удалось сделать первые шаги к перевороту.
На первом плане стояла крестьянская реформа (1786). Судебная власть помещиков была упразднена. Отменено было прикрепление к земле для лиц до 14 лет и после 36 лет сразу, для всех остальных — с 1 января 1800 года. Барщина переведена на деньги или признана подлежащей выкупу. Принят ряд мер с целью создания мелкой крестьянской собственности. Законами 1795—1796 годов у дворян отнято право назначения судей, а законом 1809 года — право патроната над церковью и право презентации. Свободе дворянства от налогов был постепенно положен конец. Законами 1788 и 1814 годов евреи уравнены в гражданских правах со всем остальным населением. Торговля неграми уничтожена в датских колониях законом 1792 года, первым в Европе актом этого рода.
В 1796 году учреждены мировые судьи; реорганизовано всё судебное ведомство, установлена некоторая независимость судей и сделаны первые шаги к отделению суда от администрации; отменено наказание палками; в сёлах открыто много школ, основано несколько учительских семинарий и т. п.
Результатом этой реформаторской деятельности было сильное умственное движение, сделавшее период реформ одним из блестящих периодов умственной жизни. Правительство, однако, не делало уступок в вопросе о возвращении старой политической свободы, уничтоженной в 1660 году. В 1790 году проступки по делам печати были подчинены суду; но сильное возбуждение общественного мнения побудило правительство начать ряд процессов против печати, а затем издать строгий ограничительный закон 1799 года. Тогда же издан был закон, грозивший смертною казнью всякому, кто осмелился бы требовать или советовать отмену неограниченной формы правления, и вечной каторгой — тем, кто высказал бы порицание действий правительства.

#### Наполеоновские войны
Во внешней политике датское правительство держалось принципа невмешательства (под влиянием министра Андрея Бернсторфа). Тесный союз с Россией заставил, правда, Данию поднять оружие против Швеции, но война эта велась Данией вяло и не изменила положения дел.
Благодаря своему нейтралитету Дания была в состоянии играть крупную роль в европейской внешней торговле. Но здесь-то и коренилась опасность для такой маленькой страны, как Дания. Борьба между Великобританией и Францией вовлекла мало-помалу Данию в круговорот европейских сложных отношений и привела её к тяжёлому по последствиям столкновению сначала с Великобританией, затем с европейской коалицией.
Участие Дании в вооружённом нейтралитете совместно с Россией, Швецией и Пруссией (1800) повело к открытому нападению Великобритании на Данию, закончившемуся миром (1801 год), когда новый русский император отказался от лиги нейтральных государств. Дания успела поправиться после тяжёлого поражения, испытанного в эту войну, вновь поднять торговую деятельность и даже отчасти укрепить свои владения в Германии вследствие уничтожения империи (1806), когда Голштиния была объявлена неотъемлемой и полной собственностью Дании (9 сентября 1806 года).

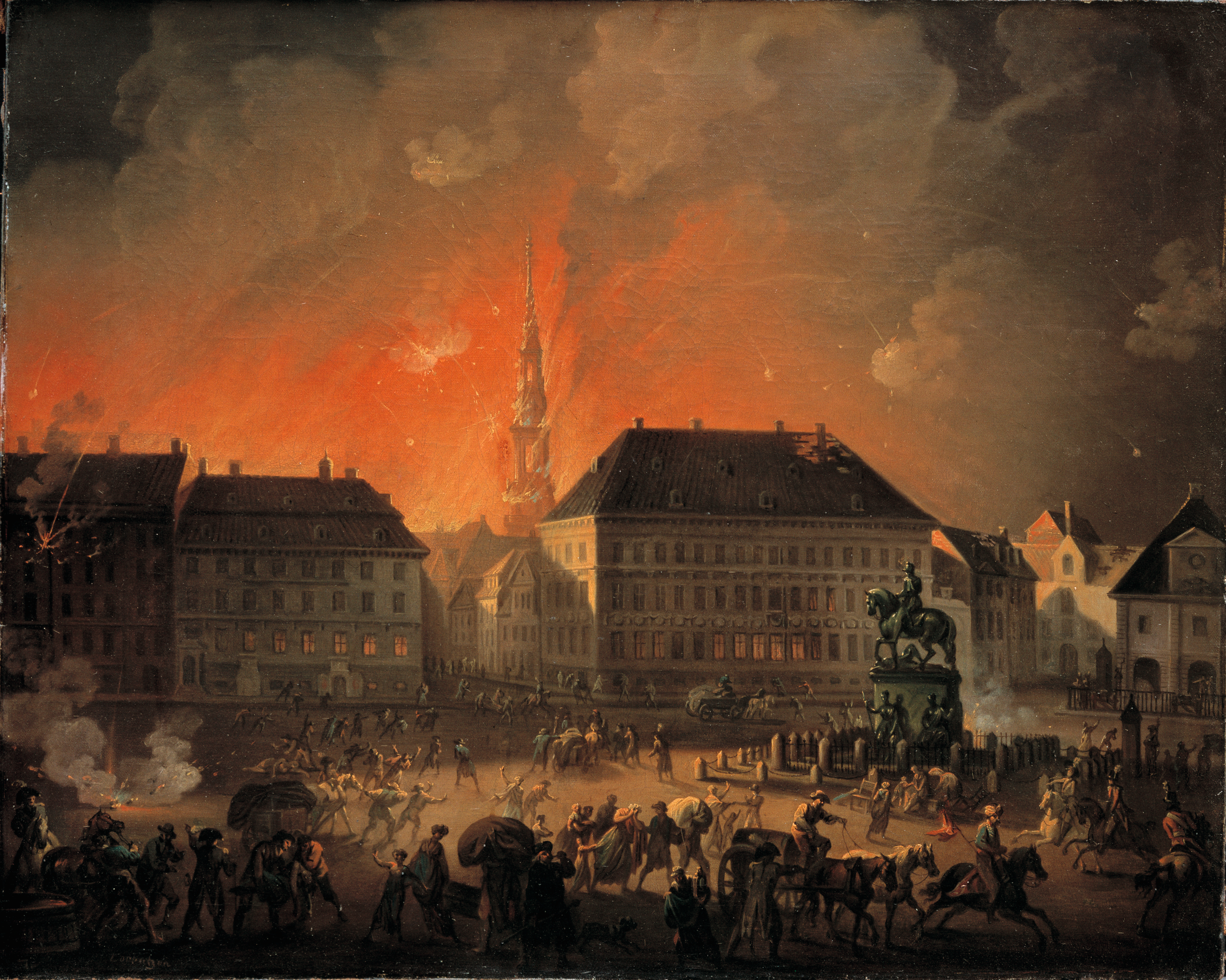
Самая ужасная ночь, картина Кристиана Августа Лоренцена, изображающая бомбардировку Копенгагена британцами

Но континентальная блокада Наполеона создала новую опасность для Дании. Требование, обращённое к Дании императорами французским и русским — объявить войну Великобритании, вызвало со стороны последней нападение на Данию без объявления ей войны, ужасающую бомбардировку Копенгагена (1 сентября 1807 года) и захват большей части датского флота. Чтобы избежать вторжения Наполеона, Дания вынуждена была продолжать войну и с Великобританией, и с присоединившейся к ней Швецией. С последней Дании удалось выгодно примириться в 1809 году (мир в Joenkeping’е); с Англией борьба затянулась до 1813 года.
Когда Наполеон пал, Дании пришлось поплатиться за союз с ним потерей Норвегии, отнятой у неё по миру в Киле (1814) и отданной Швеции. Пределы Дании были ограничены датским полуостровом и островами, герцогством Лауенбург (обменянным у Пруссии на Шведскую Померанию и Рюген) и Голштинией. По Венскому трактату датский король, как владетель Голштинии и Лауенбурга, был включён в состав Германского союза.

#### 1815—1847
Немецкий элемент теперь, с присоединением Лауенбурга, ещё более усилился. Попытка Фридриха VI придать датскому языку, на котором говорила преобладающая численно масса крестьянского шлезвигского населения, первенствующее значение не удалась и вызвала лишь раздражение в среде богатого немецкого дворянства, и без того враждебно настроенного против короля за реформу крестьянских отношений.
Включение Голштинии в состав Германского союза и статья союзного акта, в силу которой каждое государство союза должно было получить сейм, послужили сильной опорой для голштинского дворянства в агитации против датского правительства с целью добиться большей политической независимости, а также соединения в одно политическое целое Голштинии и Шлезвига. Целый ряд петиций в этом смысле был подан королю, но все они были отвергнуты (датчане, в свою очередь, попытавшиеся было добиться конституционных прав, поплатились за свою попытку жестокими карами).
В 1823 году шлезвигское и голштинское дворянство перенесло спорный вопрос в германский союзный сейм, решение которого, однако, было благоприятно для датского правительства. Агитация дворянства возобновилась под влиянием июльской революции 1830 года во Франции. Королю в виду неспокойного настроения умов в самой Дании пришлось до некоторой степени уступить.
В 1831 году обещано было введение конституционных учреждений в форме сеймов в Шлезвиге и Голштинии, но для каждой области отдельно; три года спустя совещательные сеймы (Provinsialstænderforsamlinger) были учреждены также в Ютландии и Зеландии. Часть членов сейма назначалась королём; для выбора остальных был установлен высокий ценз. Громадное большинство на сеймах, особенно в Шлезвиге, составляли дворяне — крупные собственники. Заседания сеймов не были публичны; печатать дозволялось лишь резюме прений и постановления. Зеландский и ютландский сеймы ревностно принялись за дело; но проекты, ими составленные, в основном отвергались правительством. Такая участь постигла, между прочим, просьбу обоих сеймов о соединении их в одно целое. В результате явился уже при Фридрихе VI (умер в 1839 году) некоторый разлад между страной и королём.
Агитация в пользу свободы прессы и расширения конституции распространялась быстро, особенно благодаря популярной тогда газете проф. Давида «Foedrelandet». Положение дел не изменилось к лучшему и при Христиане VIII, на которого, как на либерального правителя Норвегии (до отнятия её у Дании), возлагались большие надежды. Правда, король в 1842 году организовал постоянные комитеты из представителей 4 сеймов для обсуждения совместно с королём текущих дел; но так как они, подобно и сеймам, являлись лишь совещательным учреждением, то никого не удовлетворили.
Волнение охватило и крестьянское население и повело к организации среди него политического союза, а затем и политической партии с резко демократическим характером. В 1845 году было основано «общество друзей крестьянства» (Bondevenuer), начавшее играть выдающуюся роль. Рядом шло и чисто национальное движение, возникшее в литературе ещё в начале XIX века, а теперь выработавшееся под влиянием исторических воспоминаний в т. н. скандинавизм. Правительство воспротивилось образованию скандинавского общества в Копенгагене, и только к концу царствования под влиянием сепаратистского немецкого движения в Шлезвиге Христиан VIII решился сделать уступки требованиям и скандинавоманов, и либералов. Скандинавское общество было разрешено; в глубокой тайне был выработан проект конституции.

### 4-й период (1848—1905)

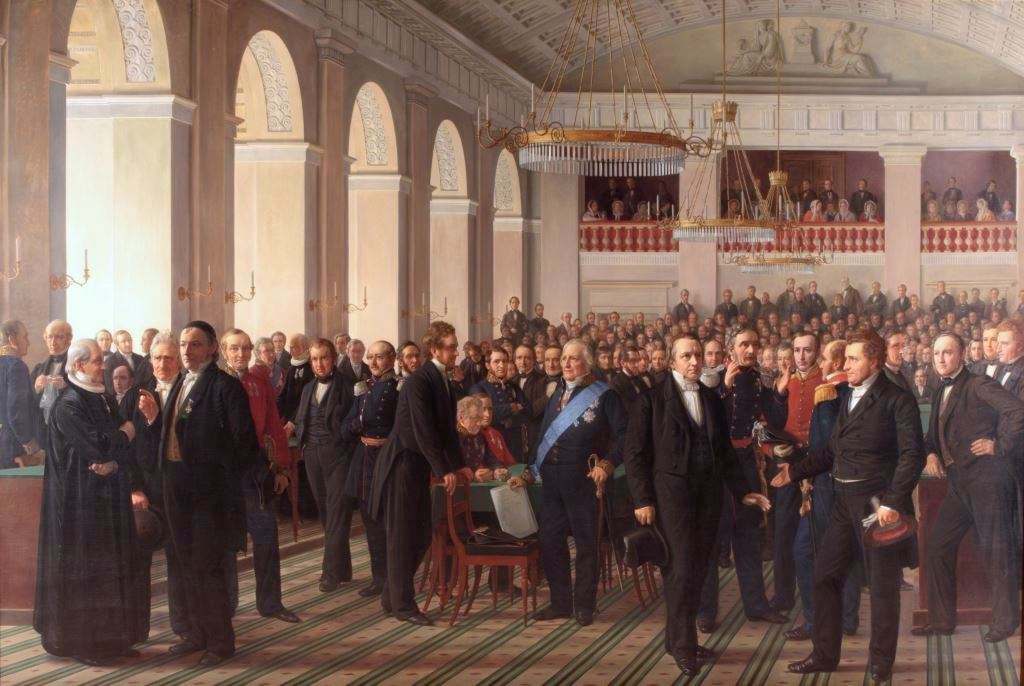
Учредительное собрание, картина Константина Хансена

Торжественно объявлен был проект конституции несколько дней спустя после смерти Христиана VIII, преемником его Фридрихом VII (28 января 1848 года). Он создавал общий парламент для всех областей Дании, который должен был собираться поочерёдно то в королевстве, то в герцогствах. Для рассмотрения проекта предполагалось созвать собрание наполовину назначенное королём, наполовину выбранное сеймом. Всё это вызвало сильнейшее неодобрение и недовольство в стране: категорически высказывалось требование новой конституции, общей для всей Дании до Эйдера, с выделением Голштинии как вполне самостоятельной области.
Волнение умов было усилено вестью о февральской революции. Король уступил; в октябре было открыто учредительное собрание. Выборы в собрание произведены были на основании избирательного закона, вводившего всеобщую подачу голосов. 5 июня 1849 года конституция была утверждена; она должна была распространиться как на королевство, так и на герцогство Шлезвиг.
Но в Шлезвиге ещё до издания конституции вспыхнуло революционное движение, вызвавшее вмешательство Германии и войну её с Данией. Уже король Фридрих VI сделал крупную ошибку, сохранив административную связь Шлезвига с Голштинией и предоставив выборы в сейм почти исключительно одним дворянам, проникнутым антидатскими тенденциями. Христиан VIII, несмотря на протесты шлезвигских крестьянских депутатов, издал распоряжение, которым датский язык как официальный вводился лишь в суды и в администрацию той части Шлезвига, где население было исключительно датское; языком школ был даже здесь оставлен язык немецкий. В действительности единственным официальным языком остался немецкий, так как сейм отказался допускать речи на датском языке. Главою местного управления был назначен один из вождей немецкого движения — принц Фридрих Нер (Noer), брат герцога Августенбургского. Политика правительства изменилась только тогда, когда герцог Августенбургский опротестовал закон о престолонаследии 1846 года, в силу которого неразрывная связь Шлезвига с Данией была вновь подтверждена, и когда шлезвигский сейм представил королю адрес, угрожавший жалобой германскому сейму.
Революция 1848 года и особенно созвание Франкфуртского сейма развязали руки шлезвигским немцам. На собрании в Рендсбурге 18 марта решено было послать королю решительное требование соединить в одно целое Шлезвиг и Голштинию и включить первый в состав Германского союза. Король ответил категорическим отказом; в Голштинии, а потом и в Шлезвига вспыхнуло уже ранее подготовленное восстание (см. Провинция Шлезвиг-Гольштейн). Датскому правительству удалось сразу подавить восстание, но победа его произвела взрыв негодования в Германии.
Пруссия открыла военные действия; её войска нанесли датчанам сильное поражение и заняли даже Ютландию, очищенную лишь вследствие энергичного требования императора Николая. Из держав, гарантировавших целость, неприкосновенность датских владений, лишь Франция попыталась было вступиться за Данию. Помощи со стороны Швеции оказано не было, и Дании пришлось заключить перемирие в Мальмё на 7 месяцев. После возобновления войны датчане одержали победу при Фридериции (1850); но мир, заключённый в Берлине 2 июля 1850 года, не обеспечивал Данию от возможности нового вмешательства Германии в дела Шлезвига и Голштинии.
Пруссия предоставила Дании право подавить силою оружия восстание в Шлезвиге, что и было достигнуто Данией после победы при Иштедте (25 июля 1850 года). Восстание в Голштинии было подавлено Австрией.
Датское правительство предложило проект общей конституции для Датского королевства и Шлезвига (так наз. Eiderstat); но Австрия, вначале одобрившая его, потребовала его изменения вследствие протеста голштинцев и, поддерживаемая Россией и при полном равнодушии Англии и Франции, стала настаивать на организации государства на началах равноправности трёх областей: королевства, Шлезвига и Голштинии.
Одно министерство падало в Дании за другим ввиду несогласия депутатов на требования держав, пока, наконец, министерству Блуме не удалось уладить дело согласно видам Австрии и Пруссии. Шлезвиг получил независимое в административно-политическом отношении положение; 28 января 1852 года сеймы шлезвигский и голштинский из совещательных были превращены в законодательные для решения местных вопросов, причём избирательный закон для Шлезвига составлен был так, что право представительства попало почти исключительно в руки крупных землевладельцев. Установлен был и новый закон о престолонаследии с согласия 5 европейских государств, выраженного в Лондонском трактате 1852 года.
За отказом императора Николая от прав на Голштинию и принца Гессенского — от прав на датскую корону преемником угасавшей с Фридрихом VII линии был объявлен Христиан Глюксбургский. Согласие сейма на все эти меры удалось получить с большим трудом только в 1853 году. По новой конституции (1855 год) союзный совет (ригсрод) для дел, общих всей Дании, должен был состоять из 100 членов (20 назначались королём, 80 избранных).
В первом же его собрании (1856 год) 11 его членов (7 из Голштинии, 1 из Лауенбурга и 3 из Шлезвига) опротестовали новую конституцию с её избирательным законом, невыгодным для немецкого дворянства в Шлезвиге. Требование их передать конституцию на обсуждение германского союзного сейма было отвергнуто подавляющим большинством голосов; но Австрия и Пруссия примкнули к протесту 11-ти и потребовали изменения конституции, как противоречащей союзным германским законам. Датскому правительству пришлось делать уступку за уступкой, вызывая в немецком населении все новые требования.
В 1859 году франкфуртский союзный сейм потребовал от Дании на основании «обязательств», принятых ею в 1852 году, чтобы никакой общий налог или закон не применялись к герцогствам без согласия их сеймов. Дело шло уже здесь не об одной Голштинии, но и о Шлезвиге, в дела которого Германия вмешивалась впервые прямо и открыто.
Только в 1863 году, однако, датское правительство решилось дать прямой отпор требованиям Германии. Оно объявило, что конституционная связь Голштинии и Лауенбурга с остальной монархий отменяется; в то же время выработана была датско-шлезвигская конституция в духе требований 1848 года, то есть в смысле Дания до Эйдера.
Тогда последовало грозное требование от германского сейма (1 октября) отменить всё сделанное под угрозой экзекуции. Шесть недель дано было Дании для принятия мер к объединению Шлезвига с Голштинией.
15 ноября 1863 года умер Фридрих VII, последний представитель правившей Датской линии. Смерть короля открывала широкий путь для предъявления притязаний на право владения герцогствами — притязаний, которые не переставал заявлять герцог Августенбургский. Он немедленно принял имя Фридриха VIII, между тем как на датский престол вступил согласно Лондонскому трактату новый король в лице Христиана IX. Патриотическая Германия с саксонским министром Бейстом во главе, а также большинство союзного сейма высказывались за Августенбурга. Проект Бейста занять Голштинию впредь до нового решения вопроса о наследовании был встречен с восторгом. Пруссия, однако, признала короля Христиана IX, но потребовала в согласии с Россией, Англией и Францией отмены конституции 1863 года.
Датское правительство в ответ на это очистило Голштинию и окончательно утвердило конституцию 1863 года. 16 января 1864 года со стороны Пруссии и Австрии последовал ультиматум: отменить для Шлезвига в 24 часа конституцию 1863 года. Несмотря на справедливые протесты Дании, её указания на факт подтверждения самой Пруссией прав Дании на Шлезвиг, военные действия были открыты.
Разбитая в неравном бою Дания уступила Пруссии и Австрии не только Голштинию и Лауенбург, но и Шлезвиг с частями бесспорно датскими, относительно которых дано было Пруссией не выполненное до настоящей минуты, хотя и подтверждённое Пражским миром 1866 года, обещание спросить население, к какой из двух монархий, датской или прусской, желает оно принадлежать. Из некогда крупной державы Дания окончательно обратилась во второстепенное государство.
Потеряв Шлезвиг и населённые германским племенем области, Дания сосредоточила всё внимание на внутренних делах. Вопрос об изменении конституции стал на первом плане, так как союзная конституция не имела и не могла иметь более смысла. Несмотря на энергичную оппозицию крестьянской партии, конституция 1849 года была подвергнута изменениям, благоприятным скорее интересам крупного землевладения, чем демократическим. В общих чертах новая конституция, за малыми исключениями удержавшаяся до настоящего времени, была повторением конституции 1849 года с отменой только всеобщей подачи голосов для выборов в ландстинг. Большой неопределённостью отличается статья 26 конституции, гласящая, что «в случаях крайней необходимости король может в промежутки между сессиями сейма издавать временные законы». С помощью этой статьи, а также новой организации верховного суда (Rigs ret), члены которого наполовину взбираются ландстингом и которому принадлежит право толкования законов, правительству удавалось обходить оппозицию фолькетинга или кассировать её путём распущения, к которому оно прибегало почти ежегодно, опираясь на сочувствие ландстинга. Отсюда преимущественно обструкционная политика фолькетинга и отсутствие крупных преобразований. Поводами к столкновениям между фолькетингом и министерством были в особенности бюджетные вопросы, а также вопрос о вооружении и управлении Копенгагена, которому упорно противится демократическая партия, желающая для Дании полного нейтралитета.

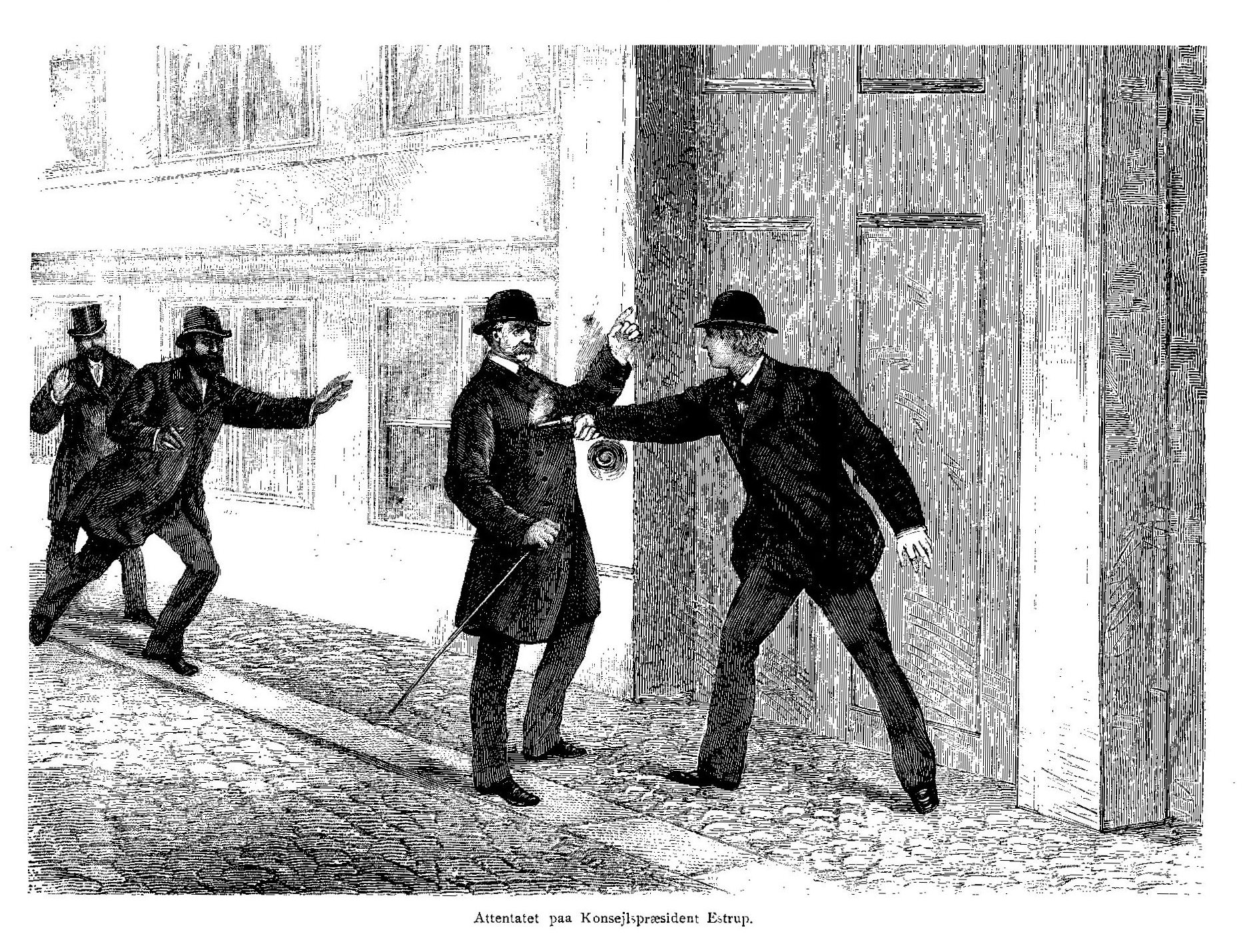
Покушение на премьер-министра Дании Эструпа 21 октября 1885 года

Несмотря на протест фолькетинга, на выражения им открытого недоверия к правительству Эструпа, последнее в течение 17 лет оставалось неизмененным. Нередки были случаи предания суду оппозиционных депутатов за речи их в народных собраниях, манифесты к народу и т. п. Многократный роспуск фолькетинга не приводил к цели: всякий раз страна избирала оппозиционных депутатов. С 1885 года настроение страны стало принимать тревожный характер. В палате образовались две новых группы: наиболее значительная группа крайних левых и сравнительно немногочисленная группа социал-демократов. Правительство запретило покупку оружия, усилило наказания за сопротивление властям, увеличило состав полиции и т. п. Выборы  1893 года обнаружили, по-видимому, некоторый, хотя и слабый поворот в общественном настроении, так как впервые с 1870 года партия оппозиционная потеряла несколько мест.
Выборы в фолькетинг (нижнюю палату датского ригсдага) в 1892 года были торжеством реакционного правительства Эструпа. Из 210 тысяч голосов, поданных на выборах, консерваторы собрали 73 тысячи и получили 31 полномочие в фолькетинге, «умеренные», в общем поддерживавшие министерство — 60 тысяч голосов и 43 полномочия; из оппозиционных партий радикалы или «левая партия реформы», как она называлось в Дании, получила 47 тысяч голосов и 26 мандатов, социал-демократы — 20 тысяч голосов и 2 мандата. Следовательно, из 102 депутатов на стороне правительства был союз двух партий — правда, недостаточно сплочённый, — в 74 члена, тогда как к оппозиции принадлежало всего 28 депутатов. Впервые после долгого промежутка времени правительство получило большинство, и этим окончился конституционный конфликт.
В начале 1894 года и фолькетинг, и ландстинг приняли бюджет на следующий 1894—1895 год; это случилось впервые после 1885 года. Вместе с тем обе палаты ригсдага одобрили большую часть мер, принятых правительством в период конфликта без согласия парламента, за исключением увеличения состава тайной полиции, учреждения жандармского корпуса и нового закона о печати, усиливавшего наказания за преступления печати. Чтобы сохранить мирные отношения с парламентом, правительство, в угоду либеральным членам своего большинства, внесло проект реорганизации армии, которым срок действительной военной службы понижался до 400 дней, и вследствие этого численность пехоты на мирном положении уменьшалась, что до некоторой степени компенсировалось увеличением артиллерии и сапёрного корпуса; в общем, реформа армии должна была привести не к повышению, а к понижению военного бюджета на 250 000 крон ежегодно. Обе палаты ригсдага приняли эту реформу.
В августе 1894 года престарелый Эструп, считая свою миссию с окончанием конституционного конфликта законченной, подал в отставку. Во главе нового кабинета, состоявшего в основном из членов прежнего — не исключая и вполне определённого реакционера, друга Эструпа, Неллемана, в должности министра юстиции, — стал бывший министр иностранных дел Реэтс-Тотт. В общем политика осталась прежней, но проводилась с меньшей энергией и с большей готовностью к уступкам либеральным членам большинства. Во время сессии 1894—1895 года, сообразно с данными новой переписи, увеличено было число депутатов в фолькетинг с 102 до 114, проведена конверсия значительной части государственного долга из 3,5-процентного в 3-процентный и увеличен налог на пиво с 7 до 10 крон на бочку.

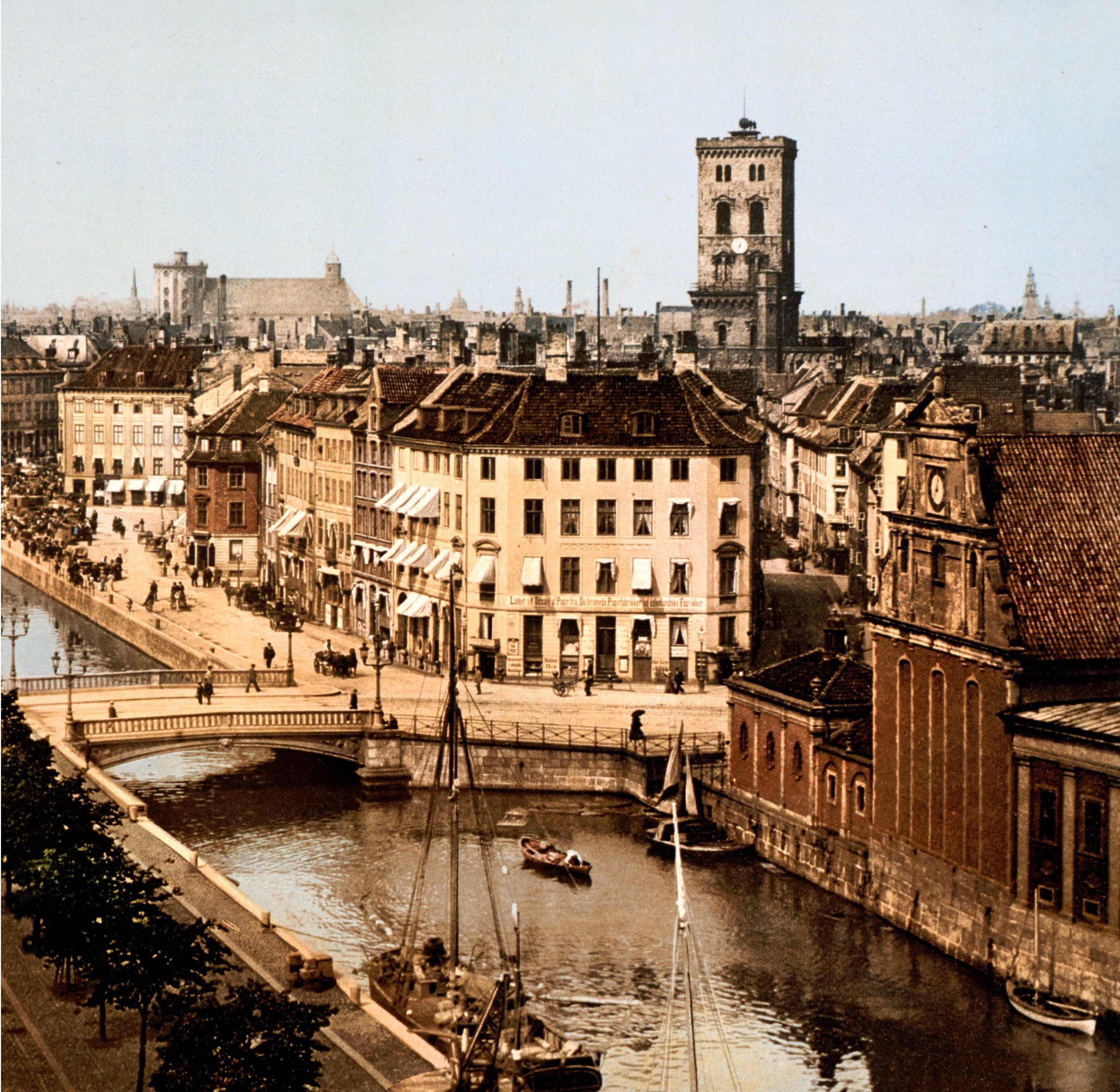
Копенгаген в конце XIX века

Выборы в фолькетинг в 1895 году совершенно изменили отношение партий в парламенте; победа оказалась на стороне оппозиции, как это было ранее в период конфликта (1885—92). Консерваторы получили только 26 мест, умеренные либералы — 27; правительство располагало всего 53 депутатами, и то далеко не единодушными. Как раз столько же, 53 места, имели радикалы; 8 мест досталось социал-демократам, которые получили на выборах 25 000 голосов. Число социал-демократических депутатов далеко не соответствовало их истинной силе; это объяснялось тем, что в Дании не существует перебаллотировок, и из боязни доставить торжество правой социал-демократы во многих округах не решались выставлять своего кандидата, предпочитая обеспечить победу за радикалом. Правительство, лишившись большинства в фолькетинге, имело опору в ландстинге. По вопросу о бюджете между двумя палатами вышло разногласие, но в конце концов обе палаты пошли на взаимные уступки, и бюджет был принят конституционным образом. Другие планы министерства не осуществились, и в мае 1896 года наиболее реакционные элементы министерства вышли в отставку. Министерство потеряло поддержку крайней правой, руководимой Эструпом, но зато более умеренные члены радикальной партии не отказывались по временам поддерживать преобразованный кабинет.
В декабре 1896 года правительство внесло проект нового таможенного тарифа: возвышались ввозные пошлины на предметы роскоши напр. дичь, устрицы, южные фрукты, вино, шёлковые товары, цветы, понижались пошлины почти на всё сырьё (уголь, металлы) и на большую часть предметов обрабатывающей промышленности, не имеющих характера предметов роскоши. Считая табак, водку и пиво предметами роскоши, правительство повышало таможенную пошлину на эти предметы и соответственно акциз на последние два более чем вдвое. С последним не согласились радикалы, против первого протестовали консерваторы, и новый таможенный тариф не осуществился. Вместе с тем, фолькетинг вычеркнул 200 тысяч крон из чрезвычайного военного бюджета; ландстинг, в свою очередь, вычеркнул 2000 крон, принятых фолькетингом на содержание Международного бюро мира в Берне. Министерство, не будучи в состоянии разрешить конфликт, вышло в отставку.
Во главе нового кабинета, представлявшего в общем лишь несколько преобразованный, в либеральном духе, старый, стал Герринг, министр внутренних дел в предыдущем кабинете. Новый кабинет добился уступки со стороны ландстинга, но согласился на требования фолькетинга. В том же 1897 году правительство осуществило сильно пониженный поясной железнодорожный тариф. В конце 1897 года министерство внесло проект подоходного и имущественного налога и проект конверсии оставшейся ещё не конвертированной 3,5 части государственного долга в 3-процентный. Первый из этих двух проектов усилил разлад между правительством и крайней правой, но они оба были осуществлены при поддержке радикалов. Результат выборов в фолькетинг в 1898 году: 15 консерват., 23 умеренных, 1 дикий (в общем поддерживавший правительство), 63 радикала, 12 соц.-дем. (за последних подано 32 000 голосов). Радикалы, получив абсолютное большинство, не нуждались более в социал-демократах.
На частичных выборах в ландстинг в том же 1898 году радикалы отняли у консерваторов три и у умеренных одно место; в ландстинге было отныне 23 члена оппозиции (в том числе 2 социал-демократа) и 43 члена правой и умеренной (в том числе все 12 назначаемых короной членов и 31 член выборный). В 1899 году министерство довело через ригсдаг законопроект о страховании рабочих от несчастных случаев, составленный по германскому образцу. Положение консервативного правительства, ввиду оппозиционного большинства в фолькетинге, которому приходилось уступать, вызывая этим недовольство и противодействие собственной партии, было, несмотря на энергичную поддержку короны, чрезвычайно трудно. В 1898 году оно израсходовало на военные цели 500 000 крон, не разрешённых ригсдагом, и это перерасходование явилось исходной точкой ожесточённой борьбы между ним и ландстингом, с одной стороны, и фолькетингом, с другой.
Желая смягчить негодование радикальной левой — партии крестьянства по преимуществу, правительство внесло и провело проект государственного кредита для сельских работников в размере до 3600 крон на каждого для приобретения земельных участков, с тем, однако, чтобы расход государства на этот кредит не превышал в течение первых пяти лет 2 миллионов крон ежегодно. Закон этот был встречен с большим сочувствием радикалами и отчасти даже социал-демократами, которые в Дании были сторонниками мероприятий в пользу крестьянства; но зато он встретил противодействие среди непримиримой части правой, руководимой Эструпом. Положение правительства ещё ухудшилось вследствие ряда стачек, имевших место в 1899 г. На партейтаге консерваторов, происходившем в декабре 1899 г. в Копенгагене дело дошло до совершённого разрыва между непримиримыми консерваторами и консерваторами министерскими.
В апреле 1900 года министерство Герринга, потерпев ряд поражений в фолькетинге, вышло наконец в отставку. Король поручил сформирование нового кабинета консерватору Сехестеду, который составил его частью из членов прежних кабинетов, частью из новых лиц, из группы непримиримых консерваторов. Он продолжал борьбу с парламентом, упорно не желая выходить в отставку, несмотря на многократные вотумы недоверия.
В апреле 1901 года происходили новые выборы в фолькетинг. Избирательная борьба привела к полному разгрому министерства. Консервативная партия получила только 8 полномочий, умеренно-либеральная — 15, дикие — 2; с этими 23 или 25, и то сомнительными, сторонниками правительство должно было противостоять левой, действовавшей довольно дружно и состоявшей отныне из 75 радикалов и 14 социал-демократов. Социал-демократы на этих выборах получили 43000 голосов.
Происходившие несколько позднее в том же 1901 году частичные выборы в ландстинг отношения партий в нём почти не изменили; отныне в нём было 41 консерваторов, делившихся на крайних и министерских, 3 умеренных либерала, 21 радикал и один социал-демократ. Партейтаг социал-демократии, имевший место в июле 1901 года в Копенгагене, был как бы смотром победоносных батальонов. Кроме 14 депутатов фолькетинга и одного члена ландстинга, социал-демократическая партия, как было сообщено на этом партейтаге, насчитывала 556 сторонников в различных муниципалитетах, в том числе в одном Копенгагене — 17, и располагала 15 ежедневными газетами общеполитического содержания, одной еженедельной газетой, одним сатирическим листком и несколькими профессиональными органами.
Движение профессиональных союзов также сделало большие успехи. До сих пор социал-демократия шла, в общем, вместе с радикальной партией, но с этого партейтага она решила вести борьбу совершенно отдельно. Ввиду исхода выборов правительство вышло в отставку; на этот раз сам король нашёл необходимым уступить ясному выражению народной воли и предложил сформировать кабинет радикалу, профессору Дейнцеру (23 июля 1901). Вследствие настояний короля кабинет был составлен, однако, не из одних радикалов, а также из умеренных либералов. Портфель военного министра был передан генералу Мадсену, принадлежавшему к консервативной партии, хотя и к умеренным её членам. 5 октября был открыть ригсдаг тронной речью, в которой король обещал «развитие гражданской и политической свободы, поднятие духовного и экономического благосостояния народа».
В 1902 году правительство заключило договор с Соединёнными Штатами, по которому уступало им последние владения Дании на Антильских островах. Большая часть радикальной партии поддержала правительство; некоторые только настаивали на референдуме среди самих жителей уступаемых Антильских островов; правая сторона высказалась безусловно против этой уступки. Тем не менее, фолькетинг значительным большинством голосов ратифицировал договор на условии референдума, но ландстинг большинством 32 против 28 голосов отверг его, и договор не мог вступить в силу.
В 1903 году министерство не без труда провело через обе палаты ригсдага налог на имущество движимое и недвижимое, распространение подоходного налога на юридических лиц и расширение финансовых прав общин; часть дохода от новых налогов была предназначена для раздачи общинам.
В 1903 году правительство распустило фолькетинг и произвело новые выборы, которые ещё усилили левую, несколько иначе распределив места между различными партиями. Консерваторов отныне было 12, умеренных либералов — 11, итого 23, как и прежде, но они не имели более поддержки двух диких; радикалов было 75, социал-демократов — 16. Тем не менее, в 1904 г. правительство, под давлением, с одной стороны, короля, с другой — своих консервативных и умеренных членов, ввиду войны между Россией и Японией мобилизовало некоторые части датской армии и произвело некоторые улучшения в укреплениях Копенгагена, на сумму, правда, не превышающую 200 000 крон.
Эти мероприятия вызвали одобрение правой и в конце концов были одобрены также радикалами, но социал-демократы вотировали решительно против. В том же 1904 году министр юстиции Альберти внёс проект, поразивший в Европе всех своей неожиданностью — проект, вводивший телесные наказания, как дополнительные, для лиц, обвинённых в преступлениях против нравственности и в преступлениях, совершённых с особенной жестокостью. Проект встретил сочувствие не только среди правой, но и среди части левой; однако, большинством 54 против 50 телесные наказания были отвергнуты и заменены особенно тяжкими каторжными работами.
Правительство взяло проект назад, но в конце 1904 года вновь внесло его в переработанном виде. На почве этого законопроекта началось разложение радикальной (правительственной) партии. В самом министерстве некоторые члены были решительно против него. После упорной борьбы проект прошёл. Окончательный раскол в министерстве произошёл на почве столкновения между военным министром Мадсеном, требовавшим значительного увеличения армии и нового переустройства всех крепостей, и министром финансов Гаге, решительно протестовавшим против этих требований. В декабре 1904 года генерал Мадсен вышел в отставку; за ним последовали министры юстиции Альберти и внутренних дел Серенсен. Не будучи в состоянии заменить их новыми лицами, Дейнцер подал прошение об отставке от имени всего кабинета. Король воспользовался этим разрывом, чтобы, несмотря на радикальное большинство палаты, подвинуть кабинет несколько вправо. Он поручил составление нового кабинета бывшему министру культов Кристенсену, который взял на себя, кроме президентства в кабинете, министерства военное и морское; Альберти, Гансен и Серенсен остались в кабинете, частью переменив свои портфели; радикальные члены министерства удалились (январь 1905 года).

## Дания в XX веке

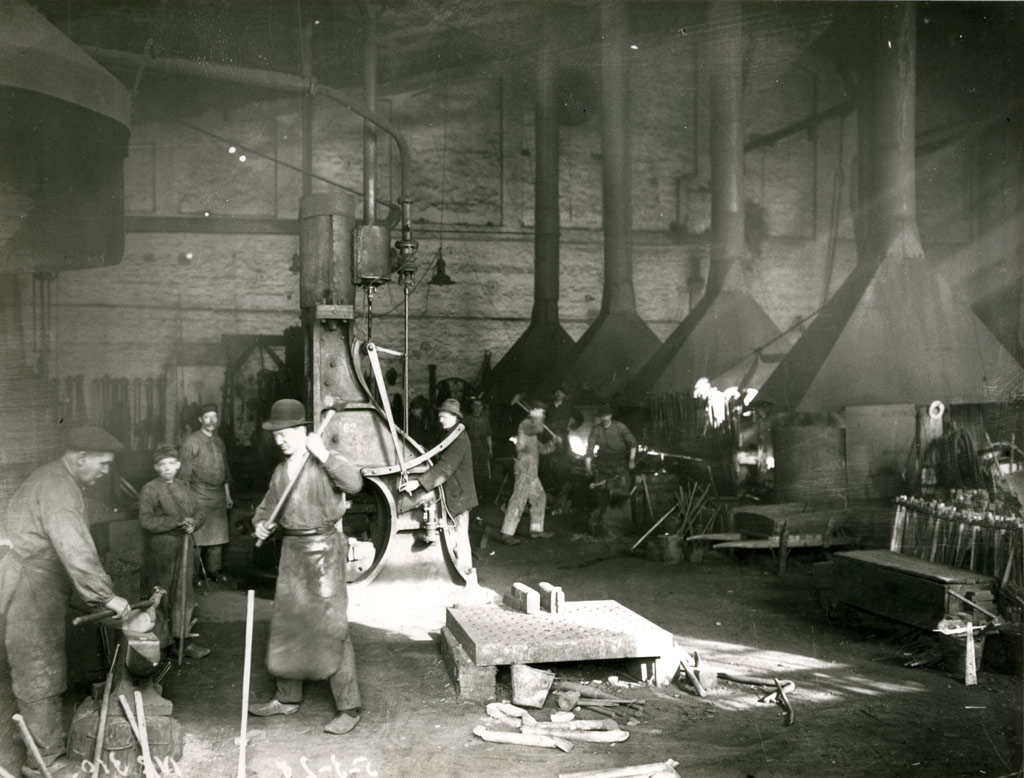
Рабочие судоферфи в Хельсингёре, 1928 год

Для датской экономики послевоенный период был особенно тяжёлым. Руководство социал-демократической партии делает всё возможное для проведения капиталистической реконструкции и рационализации. В результате мирового экономического кризиса изменяется положение датской экономики. Дания попадает в зависимость от крупных  держав (в основном Германии и Англии). Социал-демократические правительства делают уступки германскому фашизму.
- 1918, 11 февраля — в знак протеста против дороговизны основных продуктов и спекуляций рабочие Копенгагена штурмуют биржу.
  - 13 ноября — под влиянием ноябрьской революции в Германии проводят массовую демонстрацию на площади Зелёного рынка. Они добиваются введения 8-ми часового рабочего дня.
  - 1 декабря — Исландии предоставляется независимость в пределах личной королевской унии с Данией.
- 1920 — начало наступления на жизненный уровень рабочего класса: локауты, понижение заработной платы, безработица.
  - 29 марта — «Пасхальный переворот»: король уволил законно избранное правительство в отставку, заменив его консервативным. Профсоюзы отвечают на это призывом к всеобщей забастовке, которое вынуждает короля согласиться повысить заработную плату и провести новые выборы в ригсдаг (парламент).
  - ноябрь — после проведения плебисцита Северный Шлезвиг воссоединяется с Данией.
- 1925, 18 ноября — начало крупной забастовки против понижения заработной платы.
  - 21 апреля — предприниматели отвечают всеобщим локаутом.
- 1933 — свыше 40 % членов профсоюзов являются безработными.
  - январь — партия аграриев «венстрё» и правое руководство социал-демократической партии заключают невыгодное для рабочих соглашение («компромисс на Канслергаде») о ценах и заработной плате, которое послужило основой экономической и социальной политики датских правительств вплоть до начала второй мировой войны.
- 1936 — Дания выступает в Лиге Наций против осуждения гитлеровской Германии, осуществляющей перевооружение.
- 1939, май — Дания, единственная из скандинавских стран, заключает пакт о ненападении с гитлеровской Германией.

### Вторая мировая война

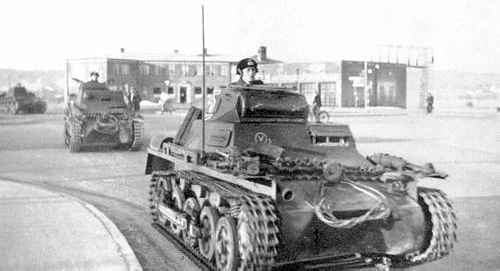
Немецкие танки в Дании. 9 апреля 1940

- 1939, 20 ноября — по требованию Германии Дания минирует проливы Большой Бельт и Малый Бельт, чтобы помешать проникновению английского флота в Балтийское море.
- 1940, 9 апреля — нападение германских войск на Данию и оккупация её. Датское правительство подчиняется германскому диктату.
- 1941, 25 ноября — выступление трудящихся против присоединения правительства Скавениуса к Антикоминтерновскому пакту.
- 1942, май — выход в свет газеты «Фрит Данмарк» — нелегального органа движения Сопротивления.
- 1943, август — забастовки и многочисленные акты саботажа, осуществляемые датскими патриотами. Германский имперский уполномоченный Бест требует от датского правительства введения чрезвычайного положения. Учитывая настроения народа, правительство не решается на этот шаг.
  - 28 августа — правительство уходит в отставку.
  - 29 августа — Бест вводит в стране чрезвычайное положение. Датские моряки топят свой флот.
- 1945, май — капитуляция германских войск в Дании.

Дания 25 ноября 1940 года официально присоединилась к Антикоминтерновскому пакту, а 24 июня 1941 года разорвала дипломатические отношения с СССР.
В 1941 году началась запись датских добровольцев в войска СС. Первые 480 добровольцев, вступившие в Добровольческий корпус СС «Дания», являлись бывшими военнослужащими (в том числе и офицерами) датской королевской армии. За вступившими в корпус офицерами датской армии при переводе в Ваффен СС официальным постановлением датского министерства обороны были сохранены те звания, которые они носили в Дании (а годы службы в составе Ваффен СС было обещано засчитывать наравне с годами службы в датской армии, что имело немаловажное значение в плане выслуги лет и начисления пенсии). Кроме того, Добровольческий корпус «Дания» официально был взят на довольствие датским правительством (а не датской национал-социалистической партией, как можно было бы ожидать). Бойцы Добровольческого корпуса «Дания» для обучения беспрепятственно получили все необходимое вооружение со складов датской королевской армии. Командир корпуса, Кристиан Фредерик фон Шальбург, был русским эмигрантом.
В мае 1942 года Датский добровольческий корпус, достигший к тому времени штатной численности германского мотопехотного батальона в составе 3 пехотных рот и 1 роты тяжёлого оружия, был также переброшен на германо-советский фронт, где сражался вместе с 3-й дивизией СС «Мёртвая голова» в Демянском котле (причём датчане потеряли до 78% личного состава).

### Послевоенная Дания
- 1945, май — послевоенное правительство Буля, в которое входят представители движения Сопротивления.
  - октябрь — к власти приходит партия «венстрё», возглавляемая Кристенсеном, которую в 1947—1950 годах сменяют социал-демократы (премьер-министр Хедтофт). С августа 1950 года по сентябрь 1953 года у власти стоит коалиционное правительство, возглавляемое Эриксеном.
- 1948, 1 июля — присоединение Дании к «плану Маршала».
- 1949, 4 апреля — вступление Дании в НАТО. Крупные демонстрации протеста в Копенгагене.
- 1952, май — Коммунистическая партия Дании (КПД) принимает развёрнутую программу борьбы за мир, против размещения иностранных военных баз на территории Дании.
  - июнь — по инициативе Дании создаётся Совет северных стран (Северный Совет), в который, первоначально кроме Дании, входят Исландия, Норвегия и Швеция, а с 1955 года Финляндия.
- 1953, 5 июня — вступление в силу новой конституции: однопалатный парламент (расширенный фолькетинг; ландстинг ликвидируется), Гренландия получает статус провинции (самоуправление Фарерским островам предоставлено ещё в 1946 г.).
  - 22 сентября — социал-демократы одерживают победу на парламентских выборах, чему в немалой степени содействовала их агитация против размещения баз НАТО на территории Дании.
  - 1 октября — Хедтоф сформировал правительство. С февраля 1955 по февраль 1960 года правительство возглавлял Хансен (с 1957 г. социал-демократы находились в правительственной коалиции).
- 1958, 24 ноября — основание А. Ларсеном социалистической народной партии.
- 1959, 20 ноября — вступление Дании в Европейскую ассоциацию свободной торговли.
- 1960, 21 февраля — сформирование Кампманом социал-демократического правительства.
  - ноябрь — социал-демократы одерживают убедительную победу на выборах в парламент. С 3 сентября 1962 г. социал-демократическое правительство возглавляет Краг.
  - 23 октября — марш противников атомного вооружения, выступающих также против размещения в Дании складов НАТО.
- 1961, апрель — май — успешная крупная забастовка металлистов, транспортников и рабочих других специальностей за повышение заработной платы.
  - декабрь — несмотря на широкое движение протеста, правительство принимает решение о создании единого датско-германского командования в рамках НАТО.